# Lista de asteroides (114001-115000)
Esta é uma lista parcial de asteroides, do asteroide número 114001 até o 115000, inclusive. Veja também o índice com todas as listas disponíveis.

| Objeto Próximos à Terra | Cinturão de asteroides (interno) | Cinturão de asteroides (externo) | Centauro       |
| Cruzador de Marte       | Cinturão de asteroides (meio)    | Troianos de Júpiter              | Transnetuniano |

Veja mais dados de cada asteroide na ligação externa para o Minor Planet Center na última coluna.
Índice: 114001... 114101... 114201... 114301... 114401... 114501... 114601... 114701... 114801... 114901... 

## 114001–114100
| Designação           | Designação | Descoberta  | Descoberta    | Descobridor(es) | Categoria | Mais informações / Referência |
| Permanente           | Provisória | Data        | Local         | Descobridor(es) | Categoria | Mais informações / Referência |
| -------------------- | ---------- | ----------- | ------------- | --------------- | --------- | ----------------------------- |
| 114001               | 2002 UT33  | 31 out 2002 | Palomar       | NEAT            | —         | MPC                           |
| 114002               | 2002 UP34  | 31 out 2002 | Kvistaberg    | UDAS            | —         | MPC                           |
| 114003               | 2002 UZ34  | 31 out 2002 | Socorro       | LINEAR          | —         | MPC                           |
| 114004               | 2002 UF36  | 31 out 2002 | Anderson Mesa | LONEOS          | —         | MPC                           |
| 114005               | 2002 UQ36  | 31 out 2002 | Anderson Mesa | LONEOS          | —         | MPC                           |
| 114006               | 2002 UC38  | 31 out 2002 | Anderson Mesa | LONEOS          | —         | MPC                           |
| 114007               | 2002 UO38  | 31 out 2002 | Anderson Mesa | LONEOS          | —         | MPC                           |
| 114008               | 2002 UG39  | 31 out 2002 | Palomar       | NEAT            | —         | MPC                           |
| 114009               | 2002 UH39  | 31 out 2002 | Palomar       | NEAT            | —         | MPC                           |
| 114010               | 2002 UD40  | 31 out 2002 | Socorro       | LINEAR          | —         | MPC                           |
| 114011               | 2002 UG40  | 31 out 2002 | Socorro       | LINEAR          | —         | MPC                           |
| 114012               | 2002 UH40  | 31 out 2002 | Socorro       | LINEAR          | —         | MPC                           |
| 114013               | 2002 UJ40  | 31 out 2002 | Socorro       | LINEAR          | —         | MPC                           |
| 114014               | 2002 UL40  | 31 out 2002 | Socorro       | LINEAR          | Brangane  | MPC                           |
| 114015               | 2002 UW40  | 31 out 2002 | Anderson Mesa | LONEOS          | —         | MPC                           |
| 114016               | 2002 UY40  | 31 out 2002 | Palomar       | NEAT            | —         | MPC                           |
| 114017               | 2002 UG41  | 31 out 2002 | Palomar       | NEAT            | —         | MPC                           |
| 114018               | 2002 UJ42  | 30 out 2002 | Kitt Peak     | Spacewatch      | —         | MPC                           |
| 114019               | 2002 UC45  | 31 out 2002 | Socorro       | LINEAR          | Brangane  | MPC                           |
| 114020               | 2002 US46  | 31 out 2002 | Socorro       | LINEAR          | —         | MPC                           |
| 114021               | 2002 US49  | 31 out 2002 | Anderson Mesa | LONEOS          | —         | MPC                           |
| 114022 Bizyaev       | 2002 UZ51  | 29 out 2002 | Apache Point  | SDSS            | —         | MPC                           |
| 114023 Harvanek      | 2002 UL52  | 29 out 2002 | Apache Point  | SDSS            | —         | MPC                           |
| 114024 Scotkleinman  | 2002 UB62  | 30 out 2002 | Apache Point  | SDSS            | —         | MPC                           |
| 114025 Krzesinski    | 2002 UC63  | 30 out 2002 | Apache Point  | SDSS            | —         | MPC                           |
| 114026 Emalanushenko | 2002 UO64  | 30 out 2002 | Apache Point  | SDSS            | —         | MPC                           |
| 114027 Malanushenko  | 2002 UL69  | 30 out 2002 | Apache Point  | SDSS            | —         | MPC                           |
| 114028               | 2002 VK3   | 1 nov 2002  | Palomar       | NEAT            | —         | MPC                           |
| 114029               | 2002 VM3   | 1 nov 2002  | Palomar       | NEAT            | —         | MPC                           |
| 114030               | 2002 VD7   | 2 nov 2002  | Kvistaberg    | UDAS            | —         | MPC                           |
| 114031               | 2002 VL7   | 4 nov 2002  | Haleakalā     | NEAT            | —         | MPC                           |
| 114032               | 2002 VM7   | 4 nov 2002  | Haleakala     | NEAT            | —         | MPC                           |
| 114033               | 2002 VX7   | 1 nov 2002  | Palomar       | NEAT            | —         | MPC                           |
| 114034               | 2002 VO8   | 1 nov 2002  | Palomar       | NEAT            | —         | MPC                           |
| 114035               | 2002 VX8   | 1 nov 2002  | Palomar       | NEAT            | —         | MPC                           |
| 114036               | 2002 VK9   | 1 nov 2002  | Palomar       | NEAT            | —         | MPC                           |
| 114037               | 2002 VH10  | 1 nov 2002  | Palomar       | NEAT            | —         | MPC                           |
| 114038               | 2002 VN10  | 1 nov 2002  | Palomar       | NEAT            | —         | MPC                           |
| 114039               | 2002 VV10  | 1 nov 2002  | Palomar       | NEAT            | —         | MPC                           |
| 114040               | 2002 VY10  | 1 nov 2002  | Palomar       | NEAT            | —         | MPC                           |
| 114041               | 2002 VM11  | 1 nov 2002  | Palomar       | NEAT            | —         | MPC                           |
| 114042               | 2002 VV11  | 1 nov 2002  | Palomar       | NEAT            | —         | MPC                           |
| 114043               | 2002 VO12  | 4 nov 2002  | Anderson Mesa | LONEOS          | Ursula    | MPC                           |
| 114044               | 2002 VY14  | 6 nov 2002  | Needville     | Needville Obs.  | —         | MPC                           |
| 114045               | 2002 VC15  | 5 nov 2002  | Anderson Mesa | LONEOS          | —         | MPC                           |
| 114046               | 2002 VN16  | 5 nov 2002  | Socorro       | LINEAR          | —         | MPC                           |
| 114047               | 2002 VT16  | 5 nov 2002  | Socorro       | LINEAR          | —         | MPC                           |
| 114048               | 2002 VC17  | 5 nov 2002  | Socorro       | LINEAR          | —         | MPC                           |
| 114049               | 2002 VD17  | 5 nov 2002  | Socorro       | LINEAR          | —         | MPC                           |
| 114050               | 2002 VT18  | 4 nov 2002  | Anderson Mesa | LONEOS          | —         | MPC                           |
| 114051               | 2002 VY18  | 4 nov 2002  | Palomar       | NEAT            | —         | MPC                           |
| 114052               | 2002 VA19  | 4 nov 2002  | Palomar       | NEAT            | —         | MPC                           |
| 114053               | 2002 VD19  | 4 nov 2002  | Palomar       | NEAT            | —         | MPC                           |
| 114054               | 2002 VV19  | 4 nov 2002  | Kitt Peak     | Spacewatch      | —         | MPC                           |
| 114055               | 2002 VG20  | 4 nov 2002  | Haleakalā     | NEAT            | —         | MPC                           |
| 114056               | 2002 VG21  | 5 nov 2002  | Socorro       | LINEAR          | —         | MPC                           |
| 114057               | 2002 VR21  | 5 nov 2002  | Socorro       | LINEAR          | —         | MPC                           |
| 114058               | 2002 VX22  | 5 nov 2002  | Socorro       | LINEAR          | —         | MPC                           |
| 114059               | 2002 VW23  | 5 nov 2002  | Socorro       | LINEAR          | —         | MPC                           |
| 114060               | 2002 VP24  | 5 nov 2002  | Socorro       | LINEAR          | —         | MPC                           |
| 114061               | 2002 VQ24  | 5 nov 2002  | Socorro       | LINEAR          | —         | MPC                           |
| 114062               | 2002 VF25  | 5 nov 2002  | Socorro       | LINEAR          | —         | MPC                           |
| 114063               | 2002 VS25  | 5 nov 2002  | Socorro       | LINEAR          | Ursula    | MPC                           |
| 114064               | 2002 VD26  | 5 nov 2002  | Socorro       | LINEAR          | —         | MPC                           |
| 114065               | 2002 VO26  | 5 nov 2002  | Socorro       | LINEAR          | —         | MPC                           |
| 114066               | 2002 VN28  | 5 nov 2002  | Anderson Mesa | LONEOS          | —         | MPC                           |
| 114067               | 2002 VA29  | 5 nov 2002  | Anderson Mesa | LONEOS          | Ursula    | MPC                           |
| 114068               | 2002 VT29  | 5 nov 2002  | Socorro       | LINEAR          | —         | MPC                           |
| 114069               | 2002 VB30  | 5 nov 2002  | Socorro       | LINEAR          | —         | MPC                           |
| 114070               | 2002 VG30  | 5 nov 2002  | Socorro       | LINEAR          | —         | MPC                           |
| 114071               | 2002 VC32  | 5 nov 2002  | Socorro       | LINEAR          | —         | MPC                           |
| 114072               | 2002 VW32  | 5 nov 2002  | Socorro       | LINEAR          | Ursula    | MPC                           |
| 114073               | 2002 VC33  | 5 nov 2002  | Socorro       | LINEAR          | —         | MPC                           |
| 114074               | 2002 VF33  | 5 nov 2002  | Socorro       | LINEAR          | —         | MPC                           |
| 114075               | 2002 VG33  | 5 nov 2002  | Socorro       | LINEAR          | —         | MPC                           |
| 114076               | 2002 VJ33  | 5 nov 2002  | Socorro       | LINEAR          | —         | MPC                           |
| 114077               | 2002 VM33  | 5 nov 2002  | Socorro       | LINEAR          | —         | MPC                           |
| 114078               | 2002 VO33  | 5 nov 2002  | Socorro       | LINEAR          | —         | MPC                           |
| 114079               | 2002 VX33  | 5 nov 2002  | Socorro       | LINEAR          | —         | MPC                           |
| 114080               | 2002 VK34  | 5 nov 2002  | Socorro       | LINEAR          | —         | MPC                           |
| 114081               | 2002 VO34  | 5 nov 2002  | Socorro       | LINEAR          | —         | MPC                           |
| 114082               | 2002 VF35  | 5 nov 2002  | Socorro       | LINEAR          | —         | MPC                           |
| 114083               | 2002 VS35  | 5 nov 2002  | Kitt Peak     | Spacewatch      | —         | MPC                           |
| 114084               | 2002 VT35  | 5 nov 2002  | Socorro       | LINEAR          | —         | MPC                           |
| 114085               | 2002 VW35  | 5 nov 2002  | Socorro       | LINEAR          | —         | MPC                           |
| 114086               | 2002 VG36  | 5 nov 2002  | Socorro       | LINEAR          | —         | MPC                           |
| 114087               | 2002 VJ36  | 5 nov 2002  | Socorro       | LINEAR          | —         | MPC                           |
| 114088               | 2002 VQ36  | 5 nov 2002  | Anderson Mesa | LONEOS          | —         | MPC                           |
| 114089               | 2002 VJ38  | 5 nov 2002  | Socorro       | LINEAR          | —         | MPC                           |
| 114090               | 2002 VM38  | 5 nov 2002  | Socorro       | LINEAR          | —         | MPC                           |
| 114091               | 2002 VQ38  | 5 nov 2002  | Socorro       | LINEAR          | —         | MPC                           |
| 114092               | 2002 VM39  | 5 nov 2002  | Socorro       | LINEAR          | —         | MPC                           |
| 114093               | 2002 VO39  | 5 nov 2002  | Socorro       | LINEAR          | —         | MPC                           |
| 114094 Irvpatterson  | 2002 VX39  | 6 nov 2002  | Kingsnake     | J. V. McClusky  | —         | MPC                           |
| 114095               | 2002 VY39  | 6 nov 2002  | Socorro       | LINEAR          | —         | MPC                           |
| 114096 Haroldbier    | 2002 VA40  | 8 nov 2002  | Kingsnake     | J. V. McClusky  | —         | MPC                           |
| 114097               | 2002 VB40  | 8 nov 2002  | Kingsnake     | J. V. McClusky  | —         | MPC                           |
| 114098               | 2002 VJ40  | 5 nov 2002  | Socorro       | LINEAR          | —         | MPC                           |
| 114099               | 2002 VN40  | 5 nov 2002  | Haleakalā     | NEAT            | —         | MPC                           |
| 114100               | 2002 VG41  | 4 nov 2002  | Palomar       | NEAT            | —         | MPC                           |

## 114101–114200
| Designação         | Designação | Descoberta  | Descoberta    | Descobridor(es)                | Categoria | Mais informações / Referência |
| Permanente         | Provisória | Data        | Local         | Descobridor(es)                | Categoria | Mais informações / Referência |
| ------------------ | ---------- | ----------- | ------------- | ------------------------------ | --------- | ----------------------------- |
| 114101             | 2002 VU41  | 5 nov 2002  | Palomar       | NEAT                           | —         | MPC                           |
| 114102             | 2002 VZ41  | 5 nov 2002  | Palomar       | NEAT                           | Brangane  | MPC                           |
| 114103             | 2002 VA42  | 5 nov 2002  | Palomar       | NEAT                           | —         | MPC                           |
| 114104             | 2002 VH42  | 5 nov 2002  | Palomar       | NEAT                           | —         | MPC                           |
| 114105             | 2002 VQ42  | 6 nov 2002  | Socorro       | LINEAR                         | —         | MPC                           |
| 114106             | 2002 VW43  | 4 nov 2002  | Kitt Peak     | Spacewatch                     | —         | MPC                           |
| 114107             | 2002 VK44  | 4 nov 2002  | Haleakalā     | NEAT                           | —         | MPC                           |
| 114108             | 2002 VR44  | 4 nov 2002  | Haleakala     | NEAT                           | —         | MPC                           |
| 114109             | 2002 VS45  | 5 nov 2002  | Palomar       | NEAT                           | —         | MPC                           |
| 114110             | 2002 VF47  | 5 nov 2002  | Anderson Mesa | LONEOS                         | —         | MPC                           |
| 114111             | 2002 VL47  | 5 nov 2002  | Anderson Mesa | LONEOS                         | —         | MPC                           |
| 114112             | 2002 VR47  | 5 nov 2002  | Socorro       | LINEAR                         | —         | MPC                           |
| 114113             | 2002 VS47  | 5 nov 2002  | Socorro       | LINEAR                         | —         | MPC                           |
| 114114             | 2002 VD48  | 5 nov 2002  | Socorro       | LINEAR                         | —         | MPC                           |
| 114115             | 2002 VK48  | 5 nov 2002  | Socorro       | LINEAR                         | —         | MPC                           |
| 114116             | 2002 VT48  | 5 nov 2002  | Anderson Mesa | LONEOS                         | —         | MPC                           |
| 114117             | 2002 VX48  | 5 nov 2002  | Anderson Mesa | LONEOS                         | —         | MPC                           |
| 114118             | 2002 VC49  | 5 nov 2002  | Anderson Mesa | LONEOS                         | —         | MPC                           |
| 114119             | 2002 VH49  | 5 nov 2002  | Anderson Mesa | LONEOS                         | —         | MPC                           |
| 114120             | 2002 VJ49  | 5 nov 2002  | Anderson Mesa | LONEOS                         | —         | MPC                           |
| 114121             | 2002 VU49  | 5 nov 2002  | Anderson Mesa | LONEOS                         | —         | MPC                           |
| 114122             | 2002 VW49  | 5 nov 2002  | Anderson Mesa | LONEOS                         | —         | MPC                           |
| 114123             | 2002 VX49  | 5 nov 2002  | Anderson Mesa | LONEOS                         | —         | MPC                           |
| 114124             | 2002 VB50  | 5 nov 2002  | Anderson Mesa | LONEOS                         | —         | MPC                           |
| 114125             | 2002 VC50  | 5 nov 2002  | Anderson Mesa | LONEOS                         | —         | MPC                           |
| 114126             | 2002 VG50  | 5 nov 2002  | Anderson Mesa | LONEOS                         | —         | MPC                           |
| 114127             | 2002 VL50  | 5 nov 2002  | Anderson Mesa | LONEOS                         | —         | MPC                           |
| 114128             | 2002 VZ50  | 6 nov 2002  | Anderson Mesa | LONEOS                         | —         | MPC                           |
| 114129             | 2002 VC51  | 6 nov 2002  | Anderson Mesa | LONEOS                         | —         | MPC                           |
| 114130             | 2002 VZ52  | 6 nov 2002  | Socorro       | LINEAR                         | —         | MPC                           |
| 114131             | 2002 VE53  | 6 nov 2002  | Socorro       | LINEAR                         | —         | MPC                           |
| 114132             | 2002 VH54  | 6 nov 2002  | Socorro       | LINEAR                         | —         | MPC                           |
| 114133             | 2002 VM55  | 6 nov 2002  | Socorro       | LINEAR                         | —         | MPC                           |
| 114134             | 2002 VX55  | 6 nov 2002  | Socorro       | LINEAR                         | Mitidika  | MPC                           |
| 114135             | 2002 VM56  | 6 nov 2002  | Anderson Mesa | LONEOS                         | —         | MPC                           |
| 114136             | 2002 VU56  | 6 nov 2002  | Socorro       | LINEAR                         | —         | MPC                           |
| 114137             | 2002 VM57  | 6 nov 2002  | Haleakalā     | NEAT                           | —         | MPC                           |
| 114138             | 2002 VS57  | 6 nov 2002  | Haleakala     | NEAT                           | —         | MPC                           |
| 114139             | 2002 VZ58  | 7 nov 2002  | Socorro       | LINEAR                         | —         | MPC                           |
| 114140             | 2002 VF59  | 1 nov 2002  | Socorro       | LINEAR                         | —         | MPC                           |
| 114141             | 2002 VX60  | 4 nov 2002  | Haleakalā     | NEAT                           | —         | MPC                           |
| 114142             | 2002 VB62  | 5 nov 2002  | Socorro       | LINEAR                         | —         | MPC                           |
| 114143             | 2002 VC62  | 5 nov 2002  | Socorro       | LINEAR                         | —         | MPC                           |
| 114144             | 2002 VK62  | 5 nov 2002  | Socorro       | LINEAR                         | —         | MPC                           |
| 114145             | 2002 VQ62  | 5 nov 2002  | Anderson Mesa | LONEOS                         | —         | MPC                           |
| 114146             | 2002 VT62  | 5 nov 2002  | Anderson Mesa | LONEOS                         | —         | MPC                           |
| 114147             | 2002 VE63  | 6 nov 2002  | Anderson Mesa | LONEOS                         | —         | MPC                           |
| 114148             | 2002 VZ63  | 6 nov 2002  | Anderson Mesa | LONEOS                         | —         | MPC                           |
| 114149             | 2002 VJ64  | 6 nov 2002  | Socorro       | LINEAR                         | —         | MPC                           |
| 114150             | 2002 VS64  | 7 nov 2002  | Anderson Mesa | LONEOS                         | Phocaea   | MPC                           |
| 114151             | 2002 VD65  | 7 nov 2002  | Socorro       | LINEAR                         | —         | MPC                           |
| 114152             | 2002 VK65  | 7 nov 2002  | Socorro       | LINEAR                         | —         | MPC                           |
| 114153             | 2002 VB66  | 7 nov 2002  | Kingsnake     | J. V. McClusky                 | —         | MPC                           |
| 114154             | 2002 VB67  | 6 nov 2002  | Socorro       | LINEAR                         | —         | MPC                           |
| 114155             | 2002 VH67  | 7 nov 2002  | Socorro       | LINEAR                         | —         | MPC                           |
| 114156 Eamonlittle | 2002 VH68  | 4 nov 2002  | La Palma      | A. Fitzsimmons, I. P. Williams | —         | MPC                           |
| 114157             | 2002 VO68  | 7 nov 2002  | Socorro       | LINEAR                         | —         | MPC                           |
| 114158             | 2002 VE70  | 7 nov 2002  | Socorro       | LINEAR                         | —         | MPC                           |
| 114159             | 2002 VL70  | 7 nov 2002  | Socorro       | LINEAR                         | —         | MPC                           |
| 114160             | 2002 VO70  | 7 nov 2002  | Socorro       | LINEAR                         | —         | MPC                           |
| 114161             | 2002 VC71  | 7 nov 2002  | Socorro       | LINEAR                         | —         | MPC                           |
| 114162             | 2002 VJ71  | 7 nov 2002  | Socorro       | LINEAR                         | Ursula    | MPC                           |
| 114163             | 2002 VR71  | 7 nov 2002  | Socorro       | LINEAR                         | —         | MPC                           |
| 114164             | 2002 VW71  | 7 nov 2002  | Socorro       | LINEAR                         | —         | MPC                           |
| 114165             | 2002 VB72  | 7 nov 2002  | Socorro       | LINEAR                         | —         | MPC                           |
| 114166             | 2002 VW72  | 7 nov 2002  | Socorro       | LINEAR                         | —         | MPC                           |
| 114167             | 2002 VX72  | 7 nov 2002  | Socorro       | LINEAR                         | —         | MPC                           |
| 114168             | 2002 VK74  | 7 nov 2002  | Socorro       | LINEAR                         | —         | MPC                           |
| 114169             | 2002 VT74  | 7 nov 2002  | Socorro       | LINEAR                         | —         | MPC                           |
| 114170             | 2002 VW74  | 7 nov 2002  | Socorro       | LINEAR                         | —         | MPC                           |
| 114171             | 2002 VX74  | 7 nov 2002  | Socorro       | LINEAR                         | —         | MPC                           |
| 114172             | 2002 VB75  | 7 nov 2002  | Socorro       | LINEAR                         | —         | MPC                           |
| 114173             | 2002 VH75  | 7 nov 2002  | Socorro       | LINEAR                         | Ursula    | MPC                           |
| 114174             | 2002 VN75  | 7 nov 2002  | Socorro       | LINEAR                         | Brangane  | MPC                           |
| 114175             | 2002 VE77  | 7 nov 2002  | Socorro       | LINEAR                         | —         | MPC                           |
| 114176             | 2002 VK77  | 7 nov 2002  | Socorro       | LINEAR                         | —         | MPC                           |
| 114177             | 2002 VL77  | 7 nov 2002  | Socorro       | LINEAR                         | Ursula    | MPC                           |
| 114178             | 2002 VE78  | 7 nov 2002  | Socorro       | LINEAR                         | —         | MPC                           |
| 114179             | 2002 VC80  | 7 nov 2002  | Socorro       | LINEAR                         | —         | MPC                           |
| 114180             | 2002 VE80  | 7 nov 2002  | Socorro       | LINEAR                         | —         | MPC                           |
| 114181             | 2002 VK80  | 7 nov 2002  | Socorro       | LINEAR                         | —         | MPC                           |
| 114182             | 2002 VP80  | 7 nov 2002  | Socorro       | LINEAR                         | Brangane  | MPC                           |
| 114183             | 2002 VP81  | 7 nov 2002  | Socorro       | LINEAR                         | —         | MPC                           |
| 114184             | 2002 VW81  | 7 nov 2002  | Socorro       | LINEAR                         | —         | MPC                           |
| 114185             | 2002 VA82  | 7 nov 2002  | Socorro       | LINEAR                         | —         | MPC                           |
| 114186             | 2002 VC82  | 7 nov 2002  | Socorro       | LINEAR                         | —         | MPC                           |
| 114187             | 2002 VJ82  | 7 nov 2002  | Socorro       | LINEAR                         | —         | MPC                           |
| 114188             | 2002 VG83  | 7 nov 2002  | Socorro       | LINEAR                         | —         | MPC                           |
| 114189             | 2002 VX83  | 7 nov 2002  | Socorro       | LINEAR                         | —         | MPC                           |
| 114190             | 2002 VP84  | 7 nov 2002  | Socorro       | LINEAR                         | —         | MPC                           |
| 114191             | 2002 VQ88  | 11 nov 2002 | Socorro       | LINEAR                         | —         | MPC                           |
| 114192             | 2002 VH89  | 11 nov 2002 | Socorro       | LINEAR                         | —         | MPC                           |
| 114193             | 2002 VL89  | 11 nov 2002 | Socorro       | LINEAR                         | Phocaea   | MPC                           |
| 114194             | 2002 VW89  | 11 nov 2002 | Socorro       | LINEAR                         | —         | MPC                           |
| 114195             | 2002 VD94  | 12 nov 2002 | Socorro       | LINEAR                         | —         | MPC                           |
| 114196             | 2002 VG96  | 11 nov 2002 | Anderson Mesa | LONEOS                         | —         | MPC                           |
| 114197             | 2002 VM96  | 11 nov 2002 | Socorro       | LINEAR                         | —         | MPC                           |
| 114198             | 2002 VE97  | 12 nov 2002 | Socorro       | LINEAR                         | —         | MPC                           |
| 114199             | 2002 VN97  | 12 nov 2002 | Socorro       | LINEAR                         | —         | MPC                           |
| 114200             | 2002 VH98  | 11 nov 2002 | Socorro       | LINEAR                         | —         | MPC                           |

## 114201–114300
| Designação      | Designação | Descoberta  | Descoberta     | Descobridor(es)     | Categoria | Mais informações / Referência |
| Permanente      | Provisória | Data        | Local          | Descobridor(es)     | Categoria | Mais informações / Referência |
| --------------- | ---------- | ----------- | -------------- | ------------------- | --------- | ----------------------------- |
| 114201          | 2002 VK99  | 13 nov 2002 | Socorro        | LINEAR              | —         | MPC                           |
| 114202          | 2002 VD100 | 10 nov 2002 | Socorro        | LINEAR              | —         | MPC                           |
| 114203          | 2002 VH101 | 11 nov 2002 | Socorro        | LINEAR              | —         | MPC                           |
| 114204          | 2002 VU103 | 12 nov 2002 | Socorro        | LINEAR              | —         | MPC                           |
| 114205          | 2002 VF105 | 12 nov 2002 | Socorro        | LINEAR              | —         | MPC                           |
| 114206          | 2002 VB106 | 12 nov 2002 | Socorro        | LINEAR              | —         | MPC                           |
| 114207          | 2002 VD106 | 12 nov 2002 | Socorro        | LINEAR              | —         | MPC                           |
| 114208          | 2002 VH107 | 12 nov 2002 | Socorro        | LINEAR              | —         | MPC                           |
| 114209          | 2002 VL107 | 12 nov 2002 | Socorro        | LINEAR              | —         | MPC                           |
| 114210          | 2002 VX107 | 12 nov 2002 | Socorro        | LINEAR              | —         | MPC                           |
| 114211          | 2002 VE108 | 12 nov 2002 | Socorro        | LINEAR              | —         | MPC                           |
| 114212          | 2002 VU109 | 12 nov 2002 | Socorro        | LINEAR              | —         | MPC                           |
| 114213          | 2002 VX109 | 12 nov 2002 | Socorro        | LINEAR              | —         | MPC                           |
| 114214          | 2002 VA110 | 12 nov 2002 | Socorro        | LINEAR              | —         | MPC                           |
| 114215          | 2002 VM110 | 12 nov 2002 | Socorro        | LINEAR              | —         | MPC                           |
| 114216          | 2002 VB111 | 13 nov 2002 | Palomar        | NEAT                | —         | MPC                           |
| 114217          | 2002 VF111 | 13 nov 2002 | Socorro        | LINEAR              | —         | MPC                           |
| 114218          | 2002 VN111 | 13 nov 2002 | Palomar        | NEAT                | —         | MPC                           |
| 114219          | 2002 VQ111 | 13 nov 2002 | Palomar        | NEAT                | —         | MPC                           |
| 114220          | 2002 VJ112 | 13 nov 2002 | Socorro        | LINEAR              | —         | MPC                           |
| 114221          | 2002 VM112 | 13 nov 2002 | Palomar        | NEAT                | —         | MPC                           |
| 114222          | 2002 VZ112 | 13 nov 2002 | Palomar        | NEAT                | —         | MPC                           |
| 114223          | 2002 VJ113 | 13 nov 2002 | Palomar        | NEAT                | —         | MPC                           |
| 114224          | 2002 VZ113 | 13 nov 2002 | Palomar        | NEAT                | —         | MPC                           |
| 114225          | 2002 VE114 | 13 nov 2002 | Palomar        | NEAT                | Ursula    | MPC                           |
| 114226          | 2002 VQ115 | 11 nov 2002 | Socorro        | LINEAR              | —         | MPC                           |
| 114227          | 2002 VK116 | 12 nov 2002 | Socorro        | LINEAR              | —         | MPC                           |
| 114228          | 2002 VV116 | 13 nov 2002 | Palomar        | NEAT                | —         | MPC                           |
| 114229          | 2002 VB118 | 13 nov 2002 | Socorro        | LINEAR              | —         | MPC                           |
| 114230          | 2002 VW118 | 12 nov 2002 | Socorro        | LINEAR              | —         | MPC                           |
| 114231          | 2002 VB122 | 13 nov 2002 | Kitt Peak      | Spacewatch          | —         | MPC                           |
| 114232          | 2002 VV123 | 14 nov 2002 | Socorro        | LINEAR              | —         | MPC                           |
| 114233          | 2002 VE124 | 14 nov 2002 | Palomar        | NEAT                | —         | MPC                           |
| 114234          | 2002 VO124 | 11 nov 2002 | Socorro        | LINEAR              | —         | MPC                           |
| 114235          | 2002 VZ133 | 6 nov 2002  | Anderson Mesa  | LONEOS              | —         | MPC                           |
| 114236          | 2002 VJ134 | 6 nov 2002  | Anderson Mesa  | LONEOS              | —         | MPC                           |
| 114237          | 2002 VE135 | 7 nov 2002  | Socorro        | LINEAR              | —         | MPC                           |
| 114238          | 2002 WC    | 16 nov 2002 | Socorro        | LINEAR              | —         | MPC                           |
| 114239 Bermarmi | 2002 WN    | 21 nov 2002 | Wrightwood     | J. W. Young         | Phocaea   | MPC                           |
| 114240          | 2002 WH3   | 24 nov 2002 | Palomar        | NEAT                | —         | MPC                           |
| 114241          | 2002 WJ4   | 24 nov 2002 | Palomar        | NEAT                | —         | MPC                           |
| 114242          | 2002 WU5   | 23 nov 2002 | Palomar        | NEAT                | —         | MPC                           |
| 114243          | 2002 WZ5   | 24 nov 2002 | Palomar        | NEAT                | —         | MPC                           |
| 114244          | 2002 WS8   | 24 nov 2002 | Palomar        | NEAT                | —         | MPC                           |
| 114245          | 2002 WN9   | 24 nov 2002 | Palomar        | NEAT                | Brangane  | MPC                           |
| 114246          | 2002 WS9   | 24 nov 2002 | Palomar        | NEAT                | —         | MPC                           |
| 114247          | 2002 WY10  | 25 nov 2002 | Palomar        | NEAT                | —         | MPC                           |
| 114248          | 2002 WL11  | 26 nov 2002 | Kitt Peak      | Spacewatch          | —         | MPC                           |
| 114249          | 2002 WO11  | 24 nov 2002 | Palomar        | NEAT                | —         | MPC                           |
| 114250          | 2002 WJ14  | 28 nov 2002 | Anderson Mesa  | LONEOS              | —         | MPC                           |
| 114251          | 2002 WP14  | 28 nov 2002 | Anderson Mesa  | LONEOS              | —         | MPC                           |
| 114252          | 2002 WD15  | 28 nov 2002 | Anderson Mesa  | LONEOS              | —         | MPC                           |
| 114253          | 2002 WZ15  | 28 nov 2002 | Anderson Mesa  | LONEOS              | —         | MPC                           |
| 114254          | 2002 WD16  | 28 nov 2002 | Haleakalā      | NEAT                | —         | MPC                           |
| 114255          | 2002 WG16  | 28 nov 2002 | Haleakala      | NEAT                | —         | MPC                           |
| 114256          | 2002 WO16  | 28 nov 2002 | Haleakala      | NEAT                | —         | MPC                           |
| 114257          | 2002 WP16  | 28 nov 2002 | Haleakala      | NEAT                | —         | MPC                           |
| 114258          | 2002 WQ16  | 28 nov 2002 | Haleakala      | NEAT                | —         | MPC                           |
| 114259          | 2002 WR16  | 28 nov 2002 | Haleakala      | NEAT                | Brangane  | MPC                           |
| 114260          | 2002 WB17  | 28 nov 2002 | Haleakala      | NEAT                | —         | MPC                           |
| 114261          | 2002 WC17  | 28 nov 2002 | Haleakala      | NEAT                | Phocaea   | MPC                           |
| 114262          | 2002 XH    | 1 dez 2002  | Socorro        | LINEAR              | —         | MPC                           |
| 114263          | 2002 XV1   | 1 dez 2002  | Socorro        | LINEAR              | —         | MPC                           |
| 114264          | 2002 XH2   | 1 dez 2002  | Socorro        | LINEAR              | —         | MPC                           |
| 114265          | 2002 XQ2   | 1 dez 2002  | Socorro        | LINEAR              | —         | MPC                           |
| 114266          | 2002 XK5   | 1 dez 2002  | Socorro        | LINEAR              | —         | MPC                           |
| 114267          | 2002 XM5   | 1 dez 2002  | Socorro        | LINEAR              | —         | MPC                           |
| 114268          | 2002 XP5   | 1 dez 2002  | Socorro        | LINEAR              | —         | MPC                           |
| 114269          | 2002 XG6   | 1 dez 2002  | Socorro        | LINEAR              | —         | MPC                           |
| 114270          | 2002 XP6   | 1 dez 2002  | Haleakalā      | NEAT                | —         | MPC                           |
| 114271          | 2002 XZ8   | 2 dez 2002  | Socorro        | LINEAR              | —         | MPC                           |
| 114272          | 2002 XR13  | 3 dez 2002  | Palomar        | NEAT                | —         | MPC                           |
| 114273          | 2002 XJ14  | 5 dez 2002  | Socorro        | LINEAR              | —         | MPC                           |
| 114274          | 2002 XL15  | 2 dez 2002  | Socorro        | LINEAR              | —         | MPC                           |
| 114275          | 2002 XR16  | 3 dez 2002  | Palomar        | NEAT                | —         | MPC                           |
| 114276          | 2002 XP17  | 5 dez 2002  | Socorro        | LINEAR              | —         | MPC                           |
| 114277          | 2002 XS18  | 5 dez 2002  | Socorro        | LINEAR              | —         | MPC                           |
| 114278          | 2002 XV18  | 5 dez 2002  | Socorro        | LINEAR              | —         | MPC                           |
| 114279          | 2002 XY19  | 2 dez 2002  | Socorro        | LINEAR              | —         | MPC                           |
| 114280          | 2002 XW21  | 2 dez 2002  | Socorro        | LINEAR              | —         | MPC                           |
| 114281          | 2002 XX21  | 2 dez 2002  | Socorro        | LINEAR              | —         | MPC                           |
| 114282          | 2002 XR23  | 5 dez 2002  | Socorro        | LINEAR              | —         | MPC                           |
| 114283          | 2002 XD24  | 5 dez 2002  | Socorro        | LINEAR              | —         | MPC                           |
| 114284          | 2002 XE25  | 5 dez 2002  | Socorro        | LINEAR              | —         | MPC                           |
| 114285          | 2002 XG25  | 5 dez 2002  | Socorro        | LINEAR              | —         | MPC                           |
| 114286          | 2002 XM25  | 5 dez 2002  | Socorro        | LINEAR              | —         | MPC                           |
| 114287          | 2002 XP25  | 5 dez 2002  | Socorro        | LINEAR              | —         | MPC                           |
| 114288          | 2002 XH27  | 5 dez 2002  | Socorro        | LINEAR              | —         | MPC                           |
| 114289          | 2002 XG28  | 5 dez 2002  | Fountain Hills | Fountain Hills Obs. | —         | MPC                           |
| 114290          | 2002 XO28  | 5 dez 2002  | Socorro        | LINEAR              | —         | MPC                           |
| 114291          | 2002 XG29  | 5 dez 2002  | Kitt Peak      | Spacewatch          | Brangane  | MPC                           |
| 114292          | 2002 XQ29  | 5 dez 2002  | Palomar        | NEAT                | —         | MPC                           |
| 114293          | 2002 XW29  | 5 dez 2002  | Socorro        | LINEAR              | —         | MPC                           |
| 114294          | 2002 XY29  | 5 dez 2002  | Socorro        | LINEAR              | —         | MPC                           |
| 114295          | 2002 XP30  | 6 dez 2002  | Socorro        | LINEAR              | —         | MPC                           |
| 114296          | 2002 XO31  | 6 dez 2002  | Socorro        | LINEAR              | —         | MPC                           |
| 114297          | 2002 XC32  | 6 dez 2002  | Socorro        | LINEAR              | —         | MPC                           |
| 114298          | 2002 XH34  | 5 dez 2002  | Socorro        | LINEAR              | —         | MPC                           |
| 114299          | 2002 XL37  | 9 dez 2002  | Tebbutt        | F. B. Zoltowski     | —         | MPC                           |
| 114300          | 2002 XE41  | 6 dez 2002  | Socorro        | LINEAR              | —         | MPC                           |

## 114301–114400
| Designação | Designação | Descoberta  | Descoberta    | Descobridor(es)              | Categoria | Mais informações / Referência |
| Permanente | Provisória | Data        | Local         | Descobridor(es)              | Categoria | Mais informações / Referência |
| ---------- | ---------- | ----------- | ------------- | ---------------------------- | --------- | ----------------------------- |
| 114301     | 2002 XX42  | 8 dez 2002  | Haleakalā     | NEAT                         | —         | MPC                           |
| 114302     | 2002 XO46  | 7 dez 2002  | Socorro       | LINEAR                       | —         | MPC                           |
| 114303     | 2002 XU46  | 7 dez 2002  | Socorro       | LINEAR                       | —         | MPC                           |
| 114304     | 2002 XA47  | 8 dez 2002  | Haleakalā     | NEAT                         | —         | MPC                           |
| 114305     | 2002 XY47  | 10 dez 2002 | Socorro       | LINEAR                       | —         | MPC                           |
| 114306     | 2002 XT48  | 10 dez 2002 | Socorro       | LINEAR                       | —         | MPC                           |
| 114307     | 2002 XV49  | 10 dez 2002 | Socorro       | LINEAR                       | —         | MPC                           |
| 114308     | 2002 XY50  | 10 dez 2002 | Socorro       | LINEAR                       | —         | MPC                           |
| 114309     | 2002 XN52  | 10 dez 2002 | Socorro       | LINEAR                       | —         | MPC                           |
| 114310     | 2002 XQ52  | 10 dez 2002 | Socorro       | LINEAR                       | —         | MPC                           |
| 114311     | 2002 XY52  | 10 dez 2002 | Socorro       | LINEAR                       | —         | MPC                           |
| 114312     | 2002 XB53  | 10 dez 2002 | Socorro       | LINEAR                       | —         | MPC                           |
| 114313     | 2002 XD53  | 10 dez 2002 | Socorro       | LINEAR                       | Brangane  | MPC                           |
| 114314     | 2002 XX53  | 10 dez 2002 | Palomar       | NEAT                         | —         | MPC                           |
| 114315     | 2002 XD56  | 8 dez 2002  | Haleakalā     | NEAT                         | —         | MPC                           |
| 114316     | 2002 XV56  | 10 dez 2002 | Socorro       | LINEAR                       | —         | MPC                           |
| 114317     | 2002 XE57  | 10 dez 2002 | Palomar       | NEAT                         | —         | MPC                           |
| 114318     | 2002 XO57  | 10 dez 2002 | Palomar       | NEAT                         | —         | MPC                           |
| 114319     | 2002 XD58  | 11 dez 2002 | Socorro       | LINEAR                       | —         | MPC                           |
| 114320     | 2002 XJ58  | 11 dez 2002 | Socorro       | LINEAR                       | —         | MPC                           |
| 114321     | 2002 XP58  | 11 dez 2002 | Socorro       | LINEAR                       | —         | MPC                           |
| 114322     | 2002 XW58  | 11 dez 2002 | Socorro       | LINEAR                       | —         | MPC                           |
| 114323     | 2002 XJ59  | 9 dez 2002  | Kitt Peak     | Spacewatch                   | —         | MPC                           |
| 114324     | 2002 XK59  | 10 dez 2002 | Socorro       | LINEAR                       | Brangane  | MPC                           |
| 114325     | 2002 XM59  | 12 dez 2002 | Nogales       | P. R. Holvorcem, M. Schwartz | —         | MPC                           |
| 114326     | 2002 XO59  | 11 dez 2002 | Socorro       | LINEAR                       | —         | MPC                           |
| 114327     | 2002 XB63  | 11 dez 2002 | Socorro       | LINEAR                       | —         | MPC                           |
| 114328     | 2002 XE63  | 11 dez 2002 | Socorro       | LINEAR                       | —         | MPC                           |
| 114329     | 2002 XG63  | 11 dez 2002 | Socorro       | LINEAR                       | —         | MPC                           |
| 114330     | 2002 XR63  | 11 dez 2002 | Socorro       | LINEAR                       | —         | MPC                           |
| 114331     | 2002 XL64  | 11 dez 2002 | Socorro       | LINEAR                       | —         | MPC                           |
| 114332     | 2002 XX64  | 11 dez 2002 | Socorro       | LINEAR                       | —         | MPC                           |
| 114333     | 2002 XP65  | 12 dez 2002 | Socorro       | LINEAR                       | —         | MPC                           |
| 114334     | 2002 XW65  | 12 dez 2002 | Socorro       | LINEAR                       | —         | MPC                           |
| 114335     | 2002 XX65  | 12 dez 2002 | Socorro       | LINEAR                       | —         | MPC                           |
| 114336     | 2002 XT66  | 10 dez 2002 | Socorro       | LINEAR                       | —         | MPC                           |
| 114337     | 2002 XY67  | 11 dez 2002 | Palomar       | NEAT                         | —         | MPC                           |
| 114338     | 2002 XQ68  | 12 dez 2002 | Haleakalā     | NEAT                         | —         | MPC                           |
| 114339     | 2002 XR68  | 12 dez 2002 | Haleakala     | NEAT                         | —         | MPC                           |
| 114340     | 2002 XS69  | 5 dez 2002  | Socorro       | LINEAR                       | —         | MPC                           |
| 114341     | 2002 XU69  | 5 dez 2002  | Socorro       | LINEAR                       | —         | MPC                           |
| 114342     | 2002 XX70  | 10 dez 2002 | Socorro       | LINEAR                       | —         | MPC                           |
| 114343     | 2002 XY70  | 10 dez 2002 | Socorro       | LINEAR                       | —         | MPC                           |
| 114344     | 2002 XT71  | 11 dez 2002 | Socorro       | LINEAR                       | —         | MPC                           |
| 114345     | 2002 XN72  | 11 dez 2002 | Socorro       | LINEAR                       | —         | MPC                           |
| 114346     | 2002 XU73  | 11 dez 2002 | Socorro       | LINEAR                       | Brangane  | MPC                           |
| 114347     | 2002 XP74  | 11 dez 2002 | Socorro       | LINEAR                       | —         | MPC                           |
| 114348     | 2002 XY74  | 11 dez 2002 | Socorro       | LINEAR                       | —         | MPC                           |
| 114349     | 2002 XW75  | 11 dez 2002 | Socorro       | LINEAR                       | —         | MPC                           |
| 114350     | 2002 XM77  | 11 dez 2002 | Socorro       | LINEAR                       | —         | MPC                           |
| 114351     | 2002 XR78  | 11 dez 2002 | Socorro       | LINEAR                       | —         | MPC                           |
| 114352     | 2002 XS78  | 11 dez 2002 | Socorro       | LINEAR                       | —         | MPC                           |
| 114353     | 2002 XJ79  | 11 dez 2002 | Socorro       | LINEAR                       | —         | MPC                           |
| 114354     | 2002 XR79  | 11 dez 2002 | Socorro       | LINEAR                       | —         | MPC                           |
| 114355     | 2002 XX80  | 11 dez 2002 | Socorro       | LINEAR                       | —         | MPC                           |
| 114356     | 2002 XZ80  | 11 dez 2002 | Socorro       | LINEAR                       | —         | MPC                           |
| 114357     | 2002 XC83  | 13 dez 2002 | Socorro       | LINEAR                       | —         | MPC                           |
| 114358     | 2002 XP83  | 13 dez 2002 | Socorro       | LINEAR                       | —         | MPC                           |
| 114359     | 2002 XD85  | 11 dez 2002 | Socorro       | LINEAR                       | —         | MPC                           |
| 114360     | 2002 XS85  | 11 dez 2002 | Socorro       | LINEAR                       | —         | MPC                           |
| 114361     | 2002 XJ86  | 11 dez 2002 | Socorro       | LINEAR                       | —         | MPC                           |
| 114362     | 2002 XK86  | 11 dez 2002 | Socorro       | LINEAR                       | —         | MPC                           |
| 114363     | 2002 XR86  | 11 dez 2002 | Socorro       | LINEAR                       | —         | MPC                           |
| 114364     | 2002 XU86  | 11 dez 2002 | Socorro       | LINEAR                       | —         | MPC                           |
| 114365     | 2002 XM87  | 11 dez 2002 | Socorro       | LINEAR                       | —         | MPC                           |
| 114366     | 2002 XP88  | 13 dez 2002 | Socorro       | LINEAR                       | —         | MPC                           |
| 114367     | 2002 XA89  | 14 dez 2002 | Socorro       | LINEAR                       | —         | MPC                           |
| 114368     | 2002 XC89  | 14 dez 2002 | Socorro       | LINEAR                       | —         | MPC                           |
| 114369     | 2002 XA95  | 5 dez 2002  | Socorro       | LINEAR                       | —         | MPC                           |
| 114370     | 2002 XR96  | 5 dez 2002  | Socorro       | LINEAR                       | —         | MPC                           |
| 114371     | 2002 XJ97  | 5 dez 2002  | Socorro       | LINEAR                       | —         | MPC                           |
| 114372     | 2002 XW97  | 5 dez 2002  | Socorro       | LINEAR                       | —         | MPC                           |
| 114373     | 2002 XT100 | 5 dez 2002  | Socorro       | LINEAR                       | —         | MPC                           |
| 114374     | 2002 XH103 | 5 dez 2002  | Socorro       | LINEAR                       | —         | MPC                           |
| 114375     | 2002 XY104 | 5 dez 2002  | Socorro       | LINEAR                       | —         | MPC                           |
| 114376     | 2002 XB106 | 5 dez 2002  | Socorro       | LINEAR                       | —         | MPC                           |
| 114377     | 2002 XP106 | 5 dez 2002  | Socorro       | LINEAR                       | —         | MPC                           |
| 114378     | 2002 XE108 | 6 dez 2002  | Socorro       | LINEAR                       | —         | MPC                           |
| 114379     | 2002 XM108 | 6 dez 2002  | Socorro       | LINEAR                       | —         | MPC                           |
| 114380     | 2002 XE109 | 6 dez 2002  | Socorro       | LINEAR                       | —         | MPC                           |
| 114381     | 2002 XL110 | 6 dez 2002  | Socorro       | LINEAR                       | —         | MPC                           |
| 114382     | 2002 XC112 | 6 dez 2002  | Socorro       | LINEAR                       | —         | MPC                           |
| 114383     | 2002 XF112 | 6 dez 2002  | Socorro       | LINEAR                       | —         | MPC                           |
| 114384     | 2002 YF    | 27 dez 2002 | Anderson Mesa | LONEOS                       | —         | MPC                           |
| 114385     | 2002 YX    | 27 dez 2002 | Anderson Mesa | LONEOS                       | —         | MPC                           |
| 114386     | 2002 YG1   | 27 dez 2002 | Anderson Mesa | LONEOS                       | —         | MPC                           |
| 114387     | 2002 YK1   | 27 dez 2002 | Anderson Mesa | LONEOS                       | —         | MPC                           |
| 114388     | 2002 YL1   | 27 dez 2002 | Anderson Mesa | LONEOS                       | —         | MPC                           |
| 114389     | 2002 YN1   | 27 dez 2002 | Anderson Mesa | LONEOS                       | —         | MPC                           |
| 114390     | 2002 YR3   | 28 dez 2002 | Socorro       | LINEAR                       | —         | MPC                           |
| 114391     | 2002 YQ6   | 28 dez 2002 | Anderson Mesa | LONEOS                       | —         | MPC                           |
| 114392     | 2002 YK7   | 31 dez 2002 | Tebbutt       | F. B. Zoltowski              | —         | MPC                           |
| 114393     | 2002 YH8   | 31 dez 2002 | Socorro       | LINEAR                       | —         | MPC                           |
| 114394     | 2002 YN8   | 31 dez 2002 | Socorro       | LINEAR                       | —         | MPC                           |
| 114395     | 2002 YQ8   | 31 dez 2002 | Socorro       | LINEAR                       | —         | MPC                           |
| 114396     | 2002 YG9   | 31 dez 2002 | Socorro       | LINEAR                       | —         | MPC                           |
| 114397     | 2002 YD10  | 31 dez 2002 | Socorro       | LINEAR                       | —         | MPC                           |
| 114398     | 2002 YT13  | 31 dez 2002 | Socorro       | LINEAR                       | —         | MPC                           |
| 114399     | 2002 YZ13  | 31 dez 2002 | Socorro       | LINEAR                       | —         | MPC                           |
| 114400     | 2002 YG15  | 31 dez 2002 | Socorro       | LINEAR                       | —         | MPC                           |

## 114401–114500
| Designação | Designação | Descoberta  | Descoberta | Descobridor(es) | Categoria | Mais informações / Referência |
| Permanente | Provisória | Data        | Local      | Descobridor(es) | Categoria | Mais informações / Referência |
| ---------- | ---------- | ----------- | ---------- | --------------- | --------- | ----------------------------- |
| 114401     | 2002 YC17  | 31 dez 2002 | Socorro    | LINEAR          | —         | MPC                           |
| 114402     | 2002 YW17  | 31 dez 2002 | Socorro    | LINEAR          | —         | MPC                           |
| 114403     | 2002 YE18  | 31 dez 2002 | Socorro    | LINEAR          | —         | MPC                           |
| 114404     | 2002 YJ19  | 31 dez 2002 | Socorro    | LINEAR          | Brangane  | MPC                           |
| 114405     | 2002 YB20  | 31 dez 2002 | Socorro    | LINEAR          | —         | MPC                           |
| 114406     | 2002 YG20  | 31 dez 2002 | Socorro    | LINEAR          | Mitidika  | MPC                           |
| 114407     | 2002 YH20  | 31 dez 2002 | Socorro    | LINEAR          | —         | MPC                           |
| 114408     | 2002 YS20  | 31 dez 2002 | Socorro    | LINEAR          | Brangane  | MPC                           |
| 114409     | 2002 YY21  | 31 dez 2002 | Socorro    | LINEAR          | Mitidika  | MPC                           |
| 114410     | 2002 YO22  | 31 dez 2002 | Socorro    | LINEAR          | —         | MPC                           |
| 114411     | 2002 YQ24  | 31 dez 2002 | Socorro    | LINEAR          | —         | MPC                           |
| 114412     | 2002 YH25  | 31 dez 2002 | Socorro    | LINEAR          | —         | MPC                           |
| 114413     | 2002 YD26  | 31 dez 2002 | Socorro    | LINEAR          | Brangane  | MPC                           |
| 114414     | 2002 YN27  | 31 dez 2002 | Socorro    | LINEAR          | —         | MPC                           |
| 114415     | 2002 YY27  | 31 dez 2002 | Socorro    | LINEAR          | —         | MPC                           |
| 114416     | 2002 YY28  | 31 dez 2002 | Socorro    | LINEAR          | —         | MPC                           |
| 114417     | 2002 YX29  | 31 dez 2002 | Socorro    | LINEAR          | —         | MPC                           |
| 114418     | 2002 YO31  | 31 dez 2002 | Socorro    | LINEAR          | —         | MPC                           |
| 114419     | 2002 YQ31  | 31 dez 2002 | Socorro    | LINEAR          | —         | MPC                           |
| 114420     | 2002 YR31  | 31 dez 2002 | Socorro    | LINEAR          | —         | MPC                           |
| 114421     | 2002 YJ32  | 31 dez 2002 | Socorro    | LINEAR          | —         | MPC                           |
| 114422     | 2002 YL33  | 31 dez 2002 | Socorro    | LINEAR          | —         | MPC                           |
| 114423     | 2002 YD36  | 31 dez 2002 | Socorro    | LINEAR          | —         | MPC                           |
| 114424     | 2002 YE36  | 31 dez 2002 | Socorro    | LINEAR          | —         | MPC                           |
| 114425     | 2003 AV    | 1 jan 2003  | Socorro    | LINEAR          | —         | MPC                           |
| 114426     | 2003 AB2   | 2 jan 2003  | Socorro    | LINEAR          | —         | MPC                           |
| 114427     | 2003 AW2   | 1 jan 2003  | Socorro    | LINEAR          | —         | MPC                           |
| 114428     | 2003 AB4   | 3 jan 2003  | Socorro    | LINEAR          | —         | MPC                           |
| 114429     | 2003 AX4   | 1 jan 2003  | Socorro    | LINEAR          | —         | MPC                           |
| 114430     | 2003 AT5   | 1 jan 2003  | Socorro    | LINEAR          | —         | MPC                           |
| 114431     | 2003 AE6   | 1 jan 2003  | Socorro    | LINEAR          | —         | MPC                           |
| 114432     | 2003 AN6   | 1 jan 2003  | Socorro    | LINEAR          | —         | MPC                           |
| 114433     | 2003 AL7   | 2 jan 2003  | Socorro    | LINEAR          | —         | MPC                           |
| 114434     | 2003 AM10  | 1 jan 2003  | Socorro    | LINEAR          | —         | MPC                           |
| 114435     | 2003 AX10  | 1 jan 2003  | Socorro    | LINEAR          | Phocaea   | MPC                           |
| 114436     | 2003 AP12  | 1 jan 2003  | Socorro    | LINEAR          | —         | MPC                           |
| 114437     | 2003 AR12  | 1 jan 2003  | Socorro    | LINEAR          | —         | MPC                           |
| 114438     | 2003 AJ13  | 1 jan 2003  | Socorro    | LINEAR          | —         | MPC                           |
| 114439     | 2003 AL13  | 1 jan 2003  | Socorro    | LINEAR          | —         | MPC                           |
| 114440     | 2003 AB14  | 1 jan 2003  | Socorro    | LINEAR          | —         | MPC                           |
| 114441     | 2003 AK14  | 2 jan 2003  | Socorro    | LINEAR          | —         | MPC                           |
| 114442     | 2003 AZ14  | 2 jan 2003  | Socorro    | LINEAR          | Phocaea   | MPC                           |
| 114443     | 2003 AQ17  | 4 jan 2003  | Socorro    | LINEAR          | —         | MPC                           |
| 114444     | 2003 AN18  | 5 jan 2003  | Socorro    | LINEAR          | —         | MPC                           |
| 114445     | 2003 AQ18  | 3 jan 2003  | Socorro    | LINEAR          | —         | MPC                           |
| 114446     | 2003 AS18  | 3 jan 2003  | Kitt Peak  | Spacewatch      | —         | MPC                           |
| 114447     | 2003 AM20  | 5 jan 2003  | Socorro    | LINEAR          | —         | MPC                           |
| 114448     | 2003 AL21  | 5 jan 2003  | Socorro    | LINEAR          | Mitidika  | MPC                           |
| 114449     | 2003 AJ22  | 5 jan 2003  | Socorro    | LINEAR          | —         | MPC                           |
| 114450     | 2003 AN22  | 5 jan 2003  | Socorro    | LINEAR          | —         | MPC                           |
| 114451     | 2003 AV23  | 4 jan 2003  | Socorro    | LINEAR          | —         | MPC                           |
| 114452     | 2003 AE25  | 4 jan 2003  | Socorro    | LINEAR          | —         | MPC                           |
| 114453     | 2003 AG25  | 4 jan 2003  | Socorro    | LINEAR          | —         | MPC                           |
| 114454     | 2003 AR27  | 4 jan 2003  | Socorro    | LINEAR          | —         | MPC                           |
| 114455     | 2003 AX27  | 4 jan 2003  | Socorro    | LINEAR          | —         | MPC                           |
| 114456     | 2003 AC28  | 4 jan 2003  | Socorro    | LINEAR          | Mitidika  | MPC                           |
| 114457     | 2003 AD28  | 4 jan 2003  | Socorro    | LINEAR          | —         | MPC                           |
| 114458     | 2003 AZ29  | 4 jan 2003  | Socorro    | LINEAR          | —         | MPC                           |
| 114459     | 2003 AN30  | 4 jan 2003  | Socorro    | LINEAR          | —         | MPC                           |
| 114460     | 2003 AM31  | 5 jan 2003  | Socorro    | LINEAR          | —         | MPC                           |
| 114461     | 2003 AH35  | 7 jan 2003  | Socorro    | LINEAR          | —         | MPC                           |
| 114462     | 2003 AX35  | 7 jan 2003  | Socorro    | LINEAR          | —         | MPC                           |
| 114463     | 2003 AD36  | 7 jan 2003  | Socorro    | LINEAR          | —         | MPC                           |
| 114464     | 2003 AO36  | 7 jan 2003  | Socorro    | LINEAR          | —         | MPC                           |
| 114465     | 2003 AY36  | 7 jan 2003  | Socorro    | LINEAR          | —         | MPC                           |
| 114466     | 2003 AA37  | 7 jan 2003  | Socorro    | LINEAR          | —         | MPC                           |
| 114467     | 2003 AK37  | 7 jan 2003  | Socorro    | LINEAR          | —         | MPC                           |
| 114468     | 2003 AO38  | 7 jan 2003  | Socorro    | LINEAR          | Phocaea   | MPC                           |
| 114469     | 2003 AK39  | 7 jan 2003  | Socorro    | LINEAR          | —         | MPC                           |
| 114470     | 2003 AS39  | 7 jan 2003  | Socorro    | LINEAR          | —         | MPC                           |
| 114471     | 2003 AM40  | 7 jan 2003  | Socorro    | LINEAR          | —         | MPC                           |
| 114472     | 2003 AR40  | 7 jan 2003  | Socorro    | LINEAR          | —         | MPC                           |
| 114473     | 2003 AT40  | 7 jan 2003  | Socorro    | LINEAR          | —         | MPC                           |
| 114474     | 2003 AS41  | 7 jan 2003  | Socorro    | LINEAR          | —         | MPC                           |
| 114475     | 2003 AX41  | 7 jan 2003  | Socorro    | LINEAR          | —         | MPC                           |
| 114476     | 2003 AD42  | 7 jan 2003  | Socorro    | LINEAR          | —         | MPC                           |
| 114477     | 2003 AQ43  | 5 jan 2003  | Socorro    | LINEAR          | —         | MPC                           |
| 114478     | 2003 AC44  | 5 jan 2003  | Socorro    | LINEAR          | —         | MPC                           |
| 114479     | 2003 AR46  | 5 jan 2003  | Socorro    | LINEAR          | —         | MPC                           |
| 114480     | 2003 AN49  | 5 jan 2003  | Socorro    | LINEAR          | —         | MPC                           |
| 114481     | 2003 AV50  | 5 jan 2003  | Socorro    | LINEAR          | —         | MPC                           |
| 114482     | 2003 AJ51  | 5 jan 2003  | Socorro    | LINEAR          | —         | MPC                           |
| 114483     | 2003 AJ52  | 5 jan 2003  | Socorro    | LINEAR          | —         | MPC                           |
| 114484     | 2003 AN54  | 5 jan 2003  | Socorro    | LINEAR          | —         | MPC                           |
| 114485     | 2003 AJ55  | 5 jan 2003  | Socorro    | LINEAR          | —         | MPC                           |
| 114486     | 2003 AJ57  | 5 jan 2003  | Socorro    | LINEAR          | —         | MPC                           |
| 114487     | 2003 AW57  | 5 jan 2003  | Socorro    | LINEAR          | —         | MPC                           |
| 114488     | 2003 AB58  | 5 jan 2003  | Socorro    | LINEAR          | —         | MPC                           |
| 114489     | 2003 AP58  | 5 jan 2003  | Socorro    | LINEAR          | —         | MPC                           |
| 114490     | 2003 AR58  | 5 jan 2003  | Socorro    | LINEAR          | —         | MPC                           |
| 114491     | 2003 AB60  | 5 jan 2003  | Socorro    | LINEAR          | —         | MPC                           |
| 114492     | 2003 AC60  | 5 jan 2003  | Socorro    | LINEAR          | —         | MPC                           |
| 114493     | 2003 AW60  | 7 jan 2003  | Socorro    | LINEAR          | —         | MPC                           |
| 114494     | 2003 AX60  | 7 jan 2003  | Socorro    | LINEAR          | —         | MPC                           |
| 114495     | 2003 AB61  | 7 jan 2003  | Socorro    | LINEAR          | —         | MPC                           |
| 114496     | 2003 AB62  | 7 jan 2003  | Socorro    | LINEAR          | —         | MPC                           |
| 114497     | 2003 AS63  | 8 jan 2003  | Socorro    | LINEAR          | —         | MPC                           |
| 114498     | 2003 AW69  | 8 jan 2003  | Socorro    | LINEAR          | —         | MPC                           |
| 114499     | 2003 AN70  | 10 jan 2003 | Socorro    | LINEAR          | —         | MPC                           |
| 114500     | 2003 AH71  | 10 jan 2003 | Socorro    | LINEAR          | —         | MPC                           |

## 114501–114600
| Designação | Designação | Descoberta  | Descoberta    | Descobridor(es) | Categoria | Mais informações / Referência |
| Permanente | Provisória | Data        | Local         | Descobridor(es) | Categoria | Mais informações / Referência |
| ---------- | ---------- | ----------- | ------------- | --------------- | --------- | ----------------------------- |
| 114501     | 2003 AP72  | 11 jan 2003 | Socorro       | LINEAR          | —         | MPC                           |
| 114502     | 2003 AD76  | 10 jan 2003 | Socorro       | LINEAR          | —         | MPC                           |
| 114503     | 2003 AG77  | 10 jan 2003 | Socorro       | LINEAR          | —         | MPC                           |
| 114504     | 2003 AR77  | 10 jan 2003 | Socorro       | LINEAR          | —         | MPC                           |
| 114505     | 2003 AO78  | 10 jan 2003 | Kitt Peak     | Spacewatch      | —         | MPC                           |
| 114506     | 2003 AU79  | 11 jan 2003 | Socorro       | LINEAR          | —         | MPC                           |
| 114507     | 2003 AX80  | 12 jan 2003 | Socorro       | LINEAR          | —         | MPC                           |
| 114508     | 2003 AS82  | 11 jan 2003 | Kitt Peak     | Spacewatch      | —         | MPC                           |
| 114509     | 2003 AZ85  | 7 jan 2003  | Socorro       | LINEAR          | —         | MPC                           |
| 114510     | 2003 AW86  | 1 jan 2003  | Socorro       | LINEAR          | —         | MPC                           |
| 114511     | 2003 AU88  | 2 jan 2003  | Socorro       | LINEAR          | —         | MPC                           |
| 114512     | 2003 AX89  | 4 jan 2003  | Socorro       | LINEAR          | —         | MPC                           |
| 114513     | 2003 BQ1   | 26 jan 2003 | Palomar       | NEAT            | —         | MPC                           |
| 114514     | 2003 BX5   | 26 jan 2003 | Haleakalā     | NEAT            | —         | MPC                           |
| 114515     | 2003 BA7   | 25 jan 2003 | Anderson Mesa | LONEOS          | —         | MPC                           |
| 114516     | 2003 BZ7   | 26 jan 2003 | Palomar       | NEAT            | Phocaea   | MPC                           |
| 114517     | 2003 BF10  | 26 jan 2003 | Palomar       | NEAT            | —         | MPC                           |
| 114518     | 2003 BQ10  | 26 jan 2003 | Anderson Mesa | LONEOS          | —         | MPC                           |
| 114519     | 2003 BZ10  | 26 jan 2003 | Anderson Mesa | LONEOS          | —         | MPC                           |
| 114520     | 2003 BK11  | 26 jan 2003 | Anderson Mesa | LONEOS          | —         | MPC                           |
| 114521     | 2003 BP11  | 26 jan 2003 | Anderson Mesa | LONEOS          | —         | MPC                           |
| 114522     | 2003 BD12  | 26 jan 2003 | Anderson Mesa | LONEOS          | —         | MPC                           |
| 114523     | 2003 BJ12  | 26 jan 2003 | Anderson Mesa | LONEOS          | —         | MPC                           |
| 114524     | 2003 BT12  | 26 jan 2003 | Palomar       | NEAT            | —         | MPC                           |
| 114525     | 2003 BM13  | 26 jan 2003 | Haleakalā     | NEAT            | —         | MPC                           |
| 114526     | 2003 BO15  | 26 jan 2003 | Anderson Mesa | LONEOS          | —         | MPC                           |
| 114527     | 2003 BF16  | 26 jan 2003 | Haleakalā     | NEAT            | —         | MPC                           |
| 114528     | 2003 BO16  | 26 jan 2003 | Haleakala     | NEAT            | —         | MPC                           |
| 114529     | 2003 BT16  | 26 jan 2003 | Haleakala     | NEAT            | —         | MPC                           |
| 114530     | 2003 BV16  | 26 jan 2003 | Haleakala     | NEAT            | —         | MPC                           |
| 114531     | 2003 BU17  | 27 jan 2003 | Socorro       | LINEAR          | Mitidika  | MPC                           |
| 114532     | 2003 BY17  | 27 jan 2003 | Socorro       | LINEAR          | —         | MPC                           |
| 114533     | 2003 BY18  | 27 jan 2003 | Socorro       | LINEAR          | —         | MPC                           |
| 114534     | 2003 BT19  | 26 jan 2003 | Anderson Mesa | LONEOS          | —         | MPC                           |
| 114535     | 2003 BU19  | 26 jan 2003 | Anderson Mesa | LONEOS          | —         | MPC                           |
| 114536     | 2003 BM20  | 27 jan 2003 | Socorro       | LINEAR          | —         | MPC                           |
| 114537     | 2003 BO20  | 27 jan 2003 | Anderson Mesa | LONEOS          | Brangane  | MPC                           |
| 114538     | 2003 BA22  | 27 jan 2003 | Socorro       | LINEAR          | —         | MPC                           |
| 114539     | 2003 BB22  | 24 jan 2003 | Palomar       | NEAT            | —         | MPC                           |
| 114540     | 2003 BF24  | 25 jan 2003 | Palomar       | NEAT            | —         | MPC                           |
| 114541     | 2003 BP25  | 26 jan 2003 | Palomar       | NEAT            | —         | MPC                           |
| 114542     | 2003 BL26  | 26 jan 2003 | Palomar       | NEAT            | —         | MPC                           |
| 114543     | 2003 BZ26  | 26 jan 2003 | Anderson Mesa | LONEOS          | —         | MPC                           |
| 114544     | 2003 BN28  | 26 jan 2003 | Haleakalā     | NEAT            | —         | MPC                           |
| 114545     | 2003 BS29  | 27 jan 2003 | Socorro       | LINEAR          | —         | MPC                           |
| 114546     | 2003 BY29  | 27 jan 2003 | Socorro       | LINEAR          | —         | MPC                           |
| 114547     | 2003 BE31  | 27 jan 2003 | Socorro       | LINEAR          | Brangane  | MPC                           |
| 114548     | 2003 BO31  | 27 jan 2003 | Socorro       | LINEAR          | Phocaea   | MPC                           |
| 114549     | 2003 BU32  | 27 jan 2003 | Palomar       | NEAT            | —         | MPC                           |
| 114550     | 2003 BQ33  | 27 jan 2003 | Haleakalā     | NEAT            | —         | MPC                           |
| 114551     | 2003 BO34  | 26 jan 2003 | Haleakala     | NEAT            | —         | MPC                           |
| 114552     | 2003 BF38  | 27 jan 2003 | Anderson Mesa | LONEOS          | —         | MPC                           |
| 114553     | 2003 BH42  | 27 jan 2003 | Haleakalā     | NEAT            | —         | MPC                           |
| 114554     | 2003 BK42  | 28 jan 2003 | Socorro       | LINEAR          | —         | MPC                           |
| 114555     | 2003 BN44  | 27 jan 2003 | Socorro       | LINEAR          | —         | MPC                           |
| 114556     | 2003 BR50  | 27 jan 2003 | Socorro       | LINEAR          | —         | MPC                           |
| 114557     | 2003 BL51  | 27 jan 2003 | Socorro       | LINEAR          | —         | MPC                           |
| 114558     | 2003 BX51  | 27 jan 2003 | Socorro       | LINEAR          | —         | MPC                           |
| 114559     | 2003 BD52  | 27 jan 2003 | Socorro       | LINEAR          | Phocaea   | MPC                           |
| 114560     | 2003 BL52  | 27 jan 2003 | Socorro       | LINEAR          | Ursula    | MPC                           |
| 114561     | 2003 BP52  | 27 jan 2003 | Socorro       | LINEAR          | Chloris   | MPC                           |
| 114562     | 2003 BR53  | 27 jan 2003 | Anderson Mesa | LONEOS          | Brangane  | MPC                           |
| 114563     | 2003 BM55  | 27 jan 2003 | Palomar       | NEAT            | Mitidika  | MPC                           |
| 114564     | 2003 BR55  | 28 jan 2003 | Socorro       | LINEAR          | —         | MPC                           |
| 114565     | 2003 BN60  | 27 jan 2003 | Palomar       | NEAT            | —         | MPC                           |
| 114566     | 2003 BW62  | 28 jan 2003 | Palomar       | NEAT            | —         | MPC                           |
| 114567     | 2003 BB63  | 28 jan 2003 | Socorro       | LINEAR          | Chimaera  | MPC                           |
| 114568     | 2003 BC63  | 28 jan 2003 | Socorro       | LINEAR          | —         | MPC                           |
| 114569     | 2003 BW63  | 28 jan 2003 | Socorro       | LINEAR          | —         | MPC                           |
| 114570     | 2003 BB64  | 28 jan 2003 | Haleakalā     | NEAT            | —         | MPC                           |
| 114571     | 2003 BN65  | 30 jan 2003 | Anderson Mesa | LONEOS          | —         | MPC                           |
| 114572     | 2003 BC68  | 27 jan 2003 | Palomar       | NEAT            | —         | MPC                           |
| 114573     | 2003 BJ68  | 28 jan 2003 | Palomar       | NEAT            | Ursula    | MPC                           |
| 114574     | 2003 BL68  | 28 jan 2003 | Socorro       | LINEAR          | —         | MPC                           |
| 114575     | 2003 BH71  | 31 jan 2003 | Socorro       | LINEAR          | —         | MPC                           |
| 114576     | 2003 BG73  | 28 jan 2003 | Haleakalā     | NEAT            | Ursula    | MPC                           |
| 114577     | 2003 BR73  | 29 jan 2003 | Palomar       | NEAT            | —         | MPC                           |
| 114578     | 2003 BW73  | 29 jan 2003 | Palomar       | NEAT            | —         | MPC                           |
| 114579     | 2003 BX75  | 29 jan 2003 | Palomar       | NEAT            | Brangane  | MPC                           |
| 114580     | 2003 BP77  | 30 jan 2003 | Anderson Mesa | LONEOS          | —         | MPC                           |
| 114581     | 2003 BX77  | 30 jan 2003 | Anderson Mesa | LONEOS          | —         | MPC                           |
| 114582     | 2003 BR78  | 31 jan 2003 | Socorro       | LINEAR          | —         | MPC                           |
| 114583     | 2003 BD80  | 31 jan 2003 | Socorro       | LINEAR          | —         | MPC                           |
| 114584     | 2003 BF80  | 31 jan 2003 | Anderson Mesa | LONEOS          | —         | MPC                           |
| 114585     | 2003 BL80  | 31 jan 2003 | Anderson Mesa | LONEOS          | —         | MPC                           |
| 114586     | 2003 BZ80  | 30 jan 2003 | Anderson Mesa | LONEOS          | —         | MPC                           |
| 114587     | 2003 BQ82  | 31 jan 2003 | Socorro       | LINEAR          | —         | MPC                           |
| 114588     | 2003 BB84  | 31 jan 2003 | Socorro       | LINEAR          | —         | MPC                           |
| 114589     | 2003 BE84  | 31 jan 2003 | Socorro       | LINEAR          | —         | MPC                           |
| 114590     | 2003 BB86  | 23 jan 2003 | Kitt Peak     | Spacewatch      | —         | MPC                           |
| 114591     | 2003 CS1   | 1 fev 2003  | Socorro       | LINEAR          | —         | MPC                           |
| 114592     | 2003 CU2   | 2 fev 2003  | Socorro       | LINEAR          | —         | MPC                           |
| 114593     | 2003 CG3   | 2 fev 2003  | Socorro       | LINEAR          | —         | MPC                           |
| 114594     | 2003 CF4   | 1 fev 2003  | Socorro       | LINEAR          | —         | MPC                           |
| 114595     | 2003 CO6   | 1 fev 2003  | Socorro       | LINEAR          | —         | MPC                           |
| 114596     | 2003 CY6   | 1 fev 2003  | Socorro       | LINEAR          | —         | MPC                           |
| 114597     | 2003 CF7   | 1 fev 2003  | Socorro       | LINEAR          | Phocaea   | MPC                           |
| 114598     | 2003 CN8   | 1 fev 2003  | Haleakalā     | NEAT            | —         | MPC                           |
| 114599     | 2003 CG9   | 2 fev 2003  | Anderson Mesa | LONEOS          | —         | MPC                           |
| 114600     | 2003 CG10  | 2 fev 2003  | Socorro       | LINEAR          | —         | MPC                           |

## 114601–114700
| Designação         | Designação | Descoberta  | Descoberta       | Descobridor(es)              | Categoria | Mais informações / Referência |
| Permanente         | Provisória | Data        | Local            | Descobridor(es)              | Categoria | Mais informações / Referência |
| ------------------ | ---------- | ----------- | ---------------- | ---------------------------- | --------- | ----------------------------- |
| 114601             | 2003 CB12  | 2 fev 2003  | Palomar          | NEAT                         | —         | MPC                           |
| 114602             | 2003 CD12  | 2 fev 2003  | Palomar          | NEAT                         | —         | MPC                           |
| 114603             | 2003 CY12  | 2 fev 2003  | Palomar          | NEAT                         | —         | MPC                           |
| 114604             | 2003 CC13  | 3 fev 2003  | Palomar          | NEAT                         | —         | MPC                           |
| 114605             | 2003 CL15  | 4 fev 2003  | Haleaala         | NEAT                         | —         | MPC                           |
| 114606             | 2003 CV18  | 6 fev 2003  | Socorro          | LINEAR                       | —         | MPC                           |
| 114607             | 2003 DZ4   | 19 fev 2003 | Palomar          | NEAT                         | —         | MPC                           |
| 114608             | 2003 DC7   | 23 fev 2003 | Campo Imperatore | CINEOS                       | —         | MPC                           |
| 114609             | 2003 DT7   | 22 fev 2003 | Palomar          | NEAT                         | —         | MPC                           |
| 114610             | 2003 DN8   | 22 fev 2003 | Palomar          | NEAT                         | —         | MPC                           |
| 114611             | 2003 DE9   | 24 fev 2003 | Campo Imperatore | CINEOS                       | —         | MPC                           |
| 114612             | 2003 DV12  | 26 fev 2003 | Campo Imperatore | CINEOS                       | —         | MPC                           |
| 114613             | 2003 DS15  | 25 fev 2003 | Campo Imperatore | CINEOS                       | —         | MPC                           |
| 114614             | 2003 DQ17  | 22 fev 2003 | Goodricke-Pigott | J. W. Kessel                 | —         | MPC                           |
| 114615             | 2003 DA18  | 19 fev 2003 | Palomar          | NEAT                         | —         | MPC                           |
| 114616             | 2003 DK19  | 21 fev 2003 | Palomar          | NEAT                         | —         | MPC                           |
| 114617             | 2003 DU20  | 22 fev 2003 | Palomar          | NEAT                         | —         | MPC                           |
| 114618             | 2003 EO    | 3 mar 2003  | Palomar          | NEAT                         | —         | MPC                           |
| 114619             | 2003 EP    | 3 mar 2003  | Haleakalā        | NEAT                         | —         | MPC                           |
| 114620             | 2003 EL4   | 6 mar 2003  | Desert Eagle     | W. K. Y. Yeung               | —         | MPC                           |
| 114621             | 2003 ET5   | 5 mar 2003  | Socorro          | LINEAR                       | —         | MPC                           |
| 114622             | 2003 EZ7   | 6 mar 2003  | Anderson Mesa    | LONEOS                       | —         | MPC                           |
| 114623             | 2003 EJ8   | 6 mar 2003  | Anderson Mesa    | LONEOS                       | —         | MPC                           |
| 114624             | 2003 EX9   | 6 mar 2003  | Anderson Mesa    | LONEOS                       | Ursula    | MPC                           |
| 114625             | 2003 EQ10  | 6 mar 2003  | Socorro          | LINEAR                       | —         | MPC                           |
| 114626             | 2003 EP13  | 6 mar 2003  | Socorro          | LINEAR                       | —         | MPC                           |
| 114627             | 2003 EZ15  | 7 mar 2003  | Palomar          | NEAT                         | —         | MPC                           |
| 114628             | 2003 ET16  | 8 mar 2003  | Nogales          | P. R. Holvorcem, M. Schwartz | —         | MPC                           |
| 114629             | 2003 EU16  | 6 mar 2003  | Anderson Mesa    | LONEOS                       | —         | MPC                           |
| 114630             | 2003 EW17  | 6 mar 2003  | Anderson Mesa    | LONEOS                       | —         | MPC                           |
| 114631             | 2003 ET19  | 6 mar 2003  | Goodricke-Pigott | Goodricke-Pigott Obs.        | —         | MPC                           |
| 114632             | 2003 EB21  | 6 mar 2003  | Anderson Mesa    | LONEOS                       | —         | MPC                           |
| 114633             | 2003 EW21  | 6 mar 2003  | Socorro          | LINEAR                       | —         | MPC                           |
| 114634             | 2003 EN24  | 6 mar 2003  | Socorro          | LINEAR                       | —         | MPC                           |
| 114635             | 2003 EW26  | 6 mar 2003  | Socorro          | LINEAR                       | —         | MPC                           |
| 114636             | 2003 EW28  | 6 mar 2003  | Socorro          | LINEAR                       | —         | MPC                           |
| 114637             | 2003 EY28  | 6 mar 2003  | Socorro          | LINEAR                       | —         | MPC                           |
| 114638             | 2003 EP29  | 6 mar 2003  | Socorro          | LINEAR                       | —         | MPC                           |
| 114639             | 2003 EF32  | 7 mar 2003  | Kitt Peak        | Spacewatch                   | —         | MPC                           |
| 114640             | 2003 EK35  | 7 mar 2003  | Socorro          | LINEAR                       | —         | MPC                           |
| 114641             | 2003 EX38  | 8 mar 2003  | Kitt Peak        | Spacewatch                   | —         | MPC                           |
| 114642             | 2003 EG39  | 8 mar 2003  | Socorro          | LINEAR                       | —         | MPC                           |
| 114643             | 2003 EY39  | 8 mar 2003  | Socorro          | LINEAR                       | —         | MPC                           |
| 114644             | 2003 EY40  | 8 mar 2003  | Kitt Peak        | Spacewatch                   | —         | MPC                           |
| 114645             | 2003 EZ40  | 8 mar 2003  | Anderson Mesa    | LONEOS                       | Juno      | MPC                           |
| 114646             | 2003 ER41  | 6 mar 2003  | Socorro          | LINEAR                       | —         | MPC                           |
| 114647             | 2003 ER44  | 7 mar 2003  | Anderson Mesa    | LONEOS                       | —         | MPC                           |
| 114648             | 203 EK45   | 7 mar 2003  | Socorro          | LINEAR                       | —         | MPC                           |
| 114649 Jeanneacker | 2003 EN52  | 6 mar 2003  | Saint-Sulpice    | B. Christophe                | —         | MPC                           |
| 114650             | 2003 EW52  | 8 mar 2003  | Socorro          | LINEAR                       | —         | MPC                           |
| 114651             | 2003 EZ52  | 8 mar 2003  | Socorro          | LINEAR                       | —         | MPC                           |
| 114652             | 2003 EU53  | 11 mar 2003 | Socorro          | LINEAR                       | —         | MPC                           |
| 114653             | 2003 EX55  | 9 mar 2003  | Socorro          | LINEAR                       | —         | MPC                           |
| 114654             | 2003 ER57  | 9 mar 2003  | Socorro          | LINEAR                       | —         | MPC                           |
| 114655             | 2003 ES57  | 9 mar 2003  | Socorro          | LINEAR                       | —         | MPC                           |
| 114656             | 2003 FE3   | 24 mar 2003 | Socorro          | LINEAR                       | —         | MPC                           |
| 114657             | 2003 FG3   | 24 mar 2003 | Socorro          | LINEAR                       | —         | MPC                           |
| 114658             | 2003 FP6   | 27 mar 2003 | Needville        | L. Casady, P. Garossino      | —         | MPC                           |
| 114659 Sajnovics   | 2003 FJ7   | 28 mar 2003 | Piszkéstető      | K. Sárneczky                 | —         | MPC                           |
| 114660             | 2003 FS7   | 30 mar 2003 | Nashville        | R. Clingan                   | —         | MPC                           |
| 114661             | 2003 FR11  | 23 mar 2003 | Kitt Peak        | Spacewatch                   | —         | MPC                           |
| 114662             | 2003 FA12  | 23 mar 2003 | Kitt Peak        | Spacewatch                   | —         | MPC                           |
| 114663             | 2003 FZ14  | 23 mar 2003 | Catalina         | CSS                          | Ursula    | MPC                           |
| 114664             | 2003 FO15  | 23 mar 2003 | Kitt Peak        | Spacewatch                   | —         | MPC                           |
| 114665             | 2003 FS28  | 24 mar 2003 | Haleakalā        | NEAT                         | —         | MPC                           |
| 114666             | 2003 FW36  | 23 mar 2003 | Kitt Peak        | Spacewatch                   | —         | MPC                           |
| 114667             | 2003 FQ37  | 23 mar 2003 | Kitt Peak        | Spacewatch                   | —         | MPC                           |
| 114668             | 2003 FN42  | 23 mar 2003 | Kitt Peak        | Spacewatch                   | —         | MPC                           |
| 114669             | 2003 FU43  | 23 mar 2003 | Kitt Peak        | Spacewatch                   | —         | MPC                           |
| 114670             | 2003 FT44  | 23 mar 2003 | Haleakalā        | NEAT                         | —         | MPC                           |
| 114671             | 2003 FW44  | 24 mar 2003 | Kitt Peak        | Spacewatch                   | —         | MPC                           |
| 114672             | 2003 FU45  | 24 mar 2003 | Kitt Peak        | Spacewatch                   | —         | MPC                           |
| 114673             | 2003 FY46  | 24 mar 2003 | Kitt Peak        | Spacewatch                   | —         | MPC                           |
| 114674             | 2003 FU49  | 24 mar 2003 | Haleakalā        | NEAT                         | Brangane  | MPC                           |
| 114675             | 2003 FV49  | 24 mar 2003 | Haleakala        | NEAT                         | —         | MPC                           |
| 114676             | 2003 FZ49  | 24 mar 2003 | Haleakala        | NEAT                         | —         | MPC                           |
| 114677             | 2003 FD52  | 25 mar 2003 | Palomar          | NEAT                         | —         | MPC                           |
| 114678             | 2003 FU53  | 25 mar 2003 | Kitt Peak        | Spacewatch                   | —         | MPC                           |
| 114679             | 2003 FJ54  | 25 mar 2003 | Haleakalā        | NEAT                         | —         | MPC                           |
| 114680             | 2003 FE56  | 26 mar 2003 | Kitt Peak        | Spacewatch                   | —         | MPC                           |
| 114681             | 2003 FK71  | 26 mar 2003 | Kitt Peak        | Spacewatch                   | —         | MPC                           |
| 114682             | 2003 FH72  | 26 mar 2003 | Palomar          | NEAT                         | —         | MPC                           |
| 114683             | 2003 FC73  | 26 mar 2003 | Haleakalā        | NEAT                         | —         | MPC                           |
| 114684             | 2003 FV76  | 27 mar 2003 | Palomar          | NEAT                         | —         | MPC                           |
| 114685             | 2003 FM79  | 27 mar 2003 | Kitt Peak        | Spacewatch                   | —         | MPC                           |
| 114686             | 2003 FN80  | 27 mar 2003 | Socorro          | LINEAR                       | —         | MPC                           |
| 114687             | 2003 FC81  | 27 mar 2003 | Socorro          | LINEAR                       | —         | MPC                           |
| 114688             | 2003 FK81  | 27 mar 2003 | Catalina         | CSS                          | —         | MPC                           |
| 114689 Tomstevens  | 2003 FJ84  | 28 mar 2003 | Needville        | J. Dellinger                 | —         | MPC                           |
| 114690             | 2003 FK87  | 28 mar 2003 | Catalina         | CSS                          | —         | MPC                           |
| 114691             | 2003 FJ88  | 28 mar 2003 | Kitt Peak        | Spacewatch                   | —         | MPC                           |
| 114692             | 2003 FW89  | 29 mar 2003 | Anderson Mesa    | LONEOS                       | —         | MPC                           |
| 114693             | 2003 FC93  | 29 mar 2003 | Anderson Mesa    | LONEOS                       | —         | MPC                           |
| 114694             | 2003 FC99  | 30 mar 2003 | Socorro          | LINEAR                       | Vesta     | MPC                           |
| 114695             | 2003 FS102 | 31 mar 2003 | Socorro          | LINEAR                       | —         | MPC                           |
| 114696             | 2003 FY106 | 27 mar 2003 | Anderson Mesa    | LONEOS                       | —         | MPC                           |
| 114697             | 2003 FS109 | 28 mar 2003 | Kitt Peak        | Spacewatch                   | —         | MPC                           |
| 114698             | 2003 FG114 | 31 mar 2003 | Kitt Peak        | Spacewatch                   | —         | MPC                           |
| 114699             | 2003 FO115 | 31 mar 2003 | Socorro          | LINEAR                       | —         | MPC                           |
| 114700             | 2003 FV115 | 31 mar 2003 | Socorro          | LINEAR                       | —         | MPC                           |

## 114701–114800
| Designação          | Designação | Descoberta  | Descoberta       | Descobridor(es)              | Categoria | Mais informações / Referência |
| Permanente          | Provisória | Data        | Local            | Descobridor(es)              | Categoria | Mais informações / Referência |
| ------------------- | ---------- | ----------- | ---------------- | ---------------------------- | --------- | ----------------------------- |
| 114701              | 2003 FQ116 | 23 mar 2003 | Kitt Peak        | Spacewatch                   | —         | MPC                           |
| 114702              | 2003 FU119 | 26 mar 2003 | Anderson Mesa    | LONEOS                       | —         | MPC                           |
| 114703 North Dakota | 2003 FA120 | 24 mar 2003 | Goodricke-Pigott | V. Reddy                     | —         | MPC                           |
| 114704              | 2003 FO121 | 25 mar 2003 | Anderson Mesa    | LONEOS                       | —         | MPC                           |
| 114705              | 2003 FP124 | 30 mar 2003 | Kitt Peak        | M. W. Buie                   | —         | MPC                           |
| 114706              | 2003 GB1   | 1 abr 2003  | Socorro          | LINEAR                       | —         | MPC                           |
| 114707              | 2003 GC1   | 1 abr 2003  | Anderson Mesa    | LONEOS                       | —         | MPC                           |
| 114708              | 2003 GD4   | 1 abr 2003  | Socorro          | LINEAR                       | —         | MPC                           |
| 114709              | 2003 GU5   | 1 abr 2003  | Socorro          | LINEAR                       | —         | MPC                           |
| 114710              | 2003 GX7   | 3 abr 2003  | Anderson Mesa    | LONEOS                       | Vesta     | MPC                           |
| 114711              | 2003 GC9   | 2 abr 2003  | Socorro          | LINEAR                       | —         | MPC                           |
| 114712              | 2003 GF9   | 2 abr 2003  | Socorro          | LINEAR                       | —         | MPC                           |
| 114713              | 2003 GN14  | 2 abr 2003  | Palomar          | NEAT                         | —         | MPC                           |
| 114714              | 2003 GC15  | 4 abr 2003  | Kitt Peak        | Spacewatch                   | Brangane  | MPC                           |
| 114715              | 2003 GL15  | 3 abr 2003  | Anderson Mesa    | LONEOS                       | —         | MPC                           |
| 114716              | 2003 GH17  | 6 abr 2003  | Socorro          | LINEAR                       | Juno      | MPC                           |
| 114717              | 2003 GD18  | 4 abr 2003  | Kitt Peak        | Spacewatch                   | —         | MPC                           |
| 114718              | 2003 GN23  | 4 abr 2003  | Anderson Mesa    | LONEOS                       | —         | MPC                           |
| 114719              | 2003 GW30  | 8 abr 2003  | Kitt Peak        | Spacewatch                   | —         | MPC                           |
| 114720              | 2003 GZ30  | 8 abr 2003  | Socorro          | LINEAR                       | —         | MPC                           |
| 114721              | 2003 GG32  | 8 abr 2003  | Socorro          | LINEAR                       | —         | MPC                           |
| 114722              | 2003 GN33  | 3 abr 2003  | Cerro Tololo     | DLS                          | —         | MPC                           |
| 114723              | 2003 GU34  | 7 abr 2003  | Kitt Peak        | Spacewatch                   | Brangane  | MPC                           |
| 114724              | 2003 GK36  | 5 abr 2003  | Socorro          | LINEAR                       | —         | MPC                           |
| 114725 Gordonwalker | 2003 GW36  | 6 abr 2003  | Anderson Mesa    | LONEOS                       | —         | MPC                           |
| 114726              | 2003 HE1   | 21 abr 2003 | Catalina         | CSS                          | —         | MPC                           |
| 114727              | 2003 HG3   | 24 abr 2003 | Anderson Mesa    | LONEOS                       | Ursula    | MPC                           |
| 114728              | 2003 HP3   | 24 abr 2003 | Anderson Mesa    | LONEOS                       | —         | MPC                           |
| 114729              | 2003 HA6   | 25 abr 2003 | Nashville        | R. Clingan                   | —         | MPC                           |
| 114730              | 2003 HH6   | 25 abr 2003 | Kitt Peak        | Spacewatch                   | —         | MPC                           |
| 114731              | 2003 HN7   | 24 abr 2003 | Anderson Mesa    | LONEOS                       | —         | MPC                           |
| 114732              | 2003 HT8   | 24 abr 2003 | Anderson Mesa    | LONEOS                       | —         | MPC                           |
| 114733              | 2003 HX8   | 24 abr 2003 | Anderson Mesa    | LONEOS                       | —         | MPC                           |
| 114734              | 2003 HA9   | 24 abr 2003 | Anderson Mesa    | LONEOS                       | —         | MPC                           |
| 114735              | 2003 HP9   | 24 abr 2003 | Campo Imperatore | CINEOS                       | —         | MPC                           |
| 114736              | 2003 HZ10  | 25 abr 2003 | Kitt Peak        | Spacewatch                   | —         | MPC                           |
| 114737              | 2003 HX11  | 25 abr 2003 | Anderson Mesa    | LONEOS                       | —         | MPC                           |
| 114738              | 2003 HQ12  | 23 abr 2003 | Campo Imperatore | CINEOS                       | —         | MPC                           |
| 114739              | 2003 HR12  | 23 abr 2003 | Campo Imperatore | CINEOS                       | —         | MPC                           |
| 114740              | 2003 HB14  | 25 abr 2003 | Campo Imperatore | CINEOS                       | —         | MPC                           |
| 114741              | 2003 HH14  | 26 abr 2003 | Socorro          | LINEAR                       | —         | MPC                           |
| 114742              | 2003 HJ16  | 24 abr 2003 | Socorro          | LINEAR                       | Juno      | MPC                           |
| 114743              | 2003 HL20  | 24 abr 2003 | Anderson Mesa    | LONEOS                       | —         | MPC                           |
| 114744              | 2003 HU20  | 24 abr 2003 | Anderson Mesa    | LONEOS                       | —         | MPC                           |
| 114745              | 2003 HD21  | 25 abr 2003 | Kitt Peak        | Spacewatch                   | —         | MPC                           |
| 114746              | 2003 HN21  | 26 abr 2003 | Haleakalā        | NEAT                         | —         | MPC                           |
| 114747              | 2003 HH27  | 27 abr 2003 | Anderson Mesa    | LONEOS                       | —         | MPC                           |
| 114748              | 2003 HC28  | 26 abr 2003 | Haleakalā        | NEAT                         | —         | MPC                           |
| 114749              | 2003 HR29  | 28 abr 2003 | Anderson Mesa    | LONEOS                       | —         | MPC                           |
| 114750              | 2003 HP40  | 29 abr 2003 | Socorro          | LINEAR                       | —         | MPC                           |
| 114751              | 2003 HN41  | 29 abr 2003 | Haleakalā        | NEAT                         | —         | MPC                           |
| 114752              | 2003 HW41  | 29 abr 2003 | Haleakala        | NEAT                         | —         | MPC                           |
| 114753              | 2003 HP42  | 28 abr 2003 | Nogales          | M. Schwartz, P. R. Holvorcem | —         | MPC                           |
| 114754              | 2003 HX42  | 29 abr 2003 | Reedy Creek      | J. Broughton                 | —         | MPC                           |
| 114755              | 2003 HP44  | 28 abr 2003 | Kitt Peak        | Spacewatch                   | —         | MPC                           |
| 114756              | 2003 HC45  | 29 abr 2003 | Socorro          | LINEAR                       | —         | MPC                           |
| 114757              | 2003 HG45  | 29 abr 2003 | Socorro          | LINEAR                       | —         | MPC                           |
| 114758              | 2003 HD46  | 28 abr 2003 | Anderson Mesa    | LONEOS                       | —         | MPC                           |
| 114759              | 2003 HS46  | 28 abr 2003 | Socorro          | LINEAR                       | —         | MPC                           |
| 114760              | 2003 HY46  | 28 abr 2003 | Socorro          | LINEAR                       | —         | MPC                           |
| 114761              | 2003 HN47  | 29 abr 2003 | Anderson Mesa    | LONEOS                       | —         | MPC                           |
| 114762              | 2003 HE54  | 24 abr 2003 | Anderson Mesa    | LONEOS                       | —         | MPC                           |
| 114763              | 2003 JF1   | 1 mai 2003  | Kitt Peak        | Spacewatch                   | —         | MPC                           |
| 114764              | 2003 JJ1   | 1 mai 2003  | Socorro          | LINEAR                       | —         | MPC                           |
| 114765              | 2003 JO1   | 1 mai 2003  | Socorro          | LINEAR                       | —         | MPC                           |
| 114766              | 2003 JW2   | 2 mai 2003  | Socorro          | LINEAR                       | —         | MPC                           |
| 114767              | 2003 JE11  | 2 mai 2003  | Reedy Creek      | J. Broughton                 | —         | MPC                           |
| 114768              | 2003 JH12  | 5 mai 2003  | Kitt Peak        | Spacewatch                   | —         | MPC                           |
| 114769              | 2003 JM13  | 6 mai 2003  | Kitt Peak        | Spacewatch                   | —         | MPC                           |
| 114770              | 2003 JR14  | 1 mai 2003  | Kitt Peak        | Spacewatch                   | —         | MPC                           |
| 114771              | 2003 JB17  | 10 mai 2003 | Reedy Creek      | J. Broughton                 | —         | MPC                           |
| 114772              | 2003 KD4   | 24 mai 2003 | Reedy Creek      | J. Broughton                 | —         | MPC                           |
| 114773              | 2003 KE4   | 24 mai 2003 | Reedy Creek      | J. Broughton                 | —         | MPC                           |
| 114774              | 2003 KZ13  | 27 mai 2003 | Socorro          | LINEAR                       | —         | MPC                           |
| 114775              | 2003 KF14  | 25 mai 2003 | Kitt Peak        | Spacewatch                   | —         | MPC                           |
| 114776              | 2003 MJ    | 20 jun 2003 | Reedy Creek      | J. Broughton                 | —         | MPC                           |
| 114777              | 2003 MG2   | 23 jun 2003 | Anderson Mesa    | LONEOS                       | —         | MPC                           |
| 114778              | 2003 ML2   | 22 jun 2003 | Anderson Mesa    | LONEOS                       | —         | MPC                           |
| 114779              | 2003 MQ2   | 25 jun 2003 | Haleakalā        | NEAT                         | —         | MPC                           |
| 114780              | 2003 MD3   | 25 jun 2003 | Socorro          | LINEAR                       | —         | MPC                           |
| 114781              | 2003 ML4   | 25 jun 2003 | Socorro          | LINEAR                       | —         | MPC                           |
| 114782              | 2003 MB6   | 26 jun 2003 | Socorro          | LINEAR                       | —         | MPC                           |
| 114783              | 2003 ME6   | 26 jun 2003 | Socorro          | LINEAR                       | —         | MPC                           |
| 114784              | 2003 MF6   | 26 jun 2003 | Haleakalā        | NEAT                         | —         | MPC                           |
| 114785              | 2003 MH6   | 26 jun 2003 | Haleakala        | NEAT                         | —         | MPC                           |
| 114786              | 2003 MR6   | 26 jun 2003 | Socorro          | LINEAR                       | —         | MPC                           |
| 114787              | 2003 MX9   | 29 jun 2003 | Reedy Creek      | J. Broughton                 | —         | MPC                           |
| 114788              | 2003 MA10  | 29 jun 2003 | Reedy Creek      | J. Broughton                 | —         | MPC                           |
| 114789              | 2003 MT10  | 26 jun 2003 | Socorro          | LINEAR                       | —         | MPC                           |
| 114790              | 2003 MS11  | 27 jun 2003 | Socorro          | LINEAR                       | —         | MPC                           |
| 114791              | 2003 ML12  | 29 jun 2003 | Socorro          | LINEAR                       | —         | MPC                           |
| 114792              | 2003 MT12  | 30 jun 2003 | Socorro          | LINEAR                       | Juno      | MPC                           |
| 114793              | 2003 NK1   | 1 jul 2003  | Socorro          | LINEAR                       | —         | MPC                           |
| 114794              | 2003 NM1   | 1 jul 2003  | Socorro          | LINEAR                       | —         | MPC                           |
| 114795              | 2003 NP1   | 2 jul 2003  | Socorro          | LINEAR                       | —         | MPC                           |
| 114796              | 2003 NO2   | 3 jul 2003  | Reedy Creek      | J. Broughton                 | —         | MPC                           |
| 114797              | 2003 NL3   | 4 jul 2003  | Anderson Mesa    | LONEOS                       | Juno      | MPC                           |
| 114798              | 2003 NW3   | 3 jul 2003  | Kitt Peak        | Spacewatch                   | —         | MPC                           |
| 114799              | 2003 NP6   | 8 jul 2003  | Anderson Mesa    | LONEOS                       | —         | MPC                           |
| 114800              | 2003 NM7   | 8 jul 2003  | Anderson Mesa    | LONEOS                       | —         | MPC                           |

## 114801–114900
| Designação        | Designação | Descoberta  | Descoberta       | Descobridor(es)      | Categoria | Mais informações / Referência |
| Permanente        | Provisória | Data        | Local            | Descobridor(es)      | Categoria | Mais informações / Referência |
| ----------------- | ---------- | ----------- | ---------------- | -------------------- | --------- | ----------------------------- |
| 114801            | 2003 NG8   | 8 jul 2003  | Palomar          | NEAT                 | —         | MPC                           |
| 114802            | 2003 NN8   | 1 jul 2003  | Socorro          | LINEAR               | —         | MPC                           |
| 114803            | 2003 NP8   | 10 jul 2003 | Haleakalā        | NEAT                 | —         | MPC                           |
| 114804            | 2003 NS8   | 10 jul 2003 | Haleakala        | NEAT                 | —         | MPC                           |
| 114805            | 2003 NR10  | 3 jul 2003  | Kitt Peak        | Spacewatch           | —         | MPC                           |
| 114806            | 2003 OR    | 20 jul 2003 | Reedy Creek      | J. Broughton         | —         | MPC                           |
| 114807            | 2003 OK1   | 20 jul 2003 | Palomar          | NEAT                 | —         | MPC                           |
| 114808            | 2003 OP3   | 22 jul 2003 | Haleakalā        | NEAT                 | —         | MPC                           |
| 114809            | 2003 OA5   | 22 jul 2003 | Haleakala        | NEAT                 | —         | MPC                           |
| 114810            | 2003 OQ5   | 24 jul 2003 | Reedy Creek      | J. Broughton         | Mitidika  | MPC                           |
| 114811            | 2003 OR5   | 24 jul 2003 | Reedy Creek      | J. Broughton         | —         | MPC                           |
| 114812            | 2003 OU5   | 24 jul 2003 | Reedy Creek      | J. Broughton         | —         | MPC                           |
| 114813            | 2003 OB7   | 24 jul 2003 | Campo Imperatore | CINEOS               | —         | MPC                           |
| 114814            | 2003 OG9   | 23 jul 2003 | Palomar          | NEAT                 | Chimaera  | MPC                           |
| 114815            | 2003 OO9   | 24 jul 2003 | Campo Imperatore | CINEOS               | —         | MPC                           |
| 114816            | 2003 OT9   | 25 jul 2003 | Socorro          | LINEAR               | —         | MPC                           |
| 114817            | 2003 OK10  | 26 jul 2003 | Palomar          | NEAT                 | —         | MPC                           |
| 114818            | 2003 OR10  | 27 jul 2003 | Reedy Creek      | J. Broughton         | —         | MPC                           |
| 114819            | 2003 OU11  | 20 jul 2003 | Palomar          | NEAT                 | —         | MPC                           |
| 114820            | 2003 OS12  | 28 jul 2003 | Palomar          | NEAT                 | Flora     | MPC                           |
| 114821            | 2003 OC14  | 28 jul 2003 | Palomar          | NEAT                 | —         | MPC                           |
| 114822            | 2003 ON15  | 23 jul 2003 | Palomar          | NEAT                 | Flora     | MPC                           |
| 114823            | 2003 OB16  | 23 jul 2003 | Palomar          | NEAT                 | Brangane  | MPC                           |
| 114824            | 2003 OB17  | 29 jul 2003 | Campo Imperatore | CINEOS               | —         | MPC                           |
| 114825            | 2003 OD17  | 29 jul 2003 | Campo Imperatore | CINEOS               | Ursula    | MPC                           |
| 114826            | 2003 OX17  | 29 jul 2003 | Reedy Creek      | J. Broughton         | —         | MPC                           |
| 114827            | 2003 OY18  | 30 jul 2003 | Palomar          | NEAT                 | —         | MPC                           |
| 114828 Ricoromita | 2003 OL20  | 30 jul 2003 | Campo Imperatore | CINEOS               | —         | MPC                           |
| 114829 Chierchia  | 2003 OC21  | 23 jul 2003 | Campo Imperatore | CINEOS               | Phocaea   | MPC                           |
| 114830            | 2003 OX21  | 29 jul 2003 | Socorro          | LINEAR               | Pallas    | MPC                           |
| 114831            | 2003 OG22  | 29 jul 2003 | Socorro          | LINEAR               | —         | MPC                           |
| 114832            | 2003 OT22  | 30 jul 2003 | Socorro          | LINEAR               | —         | MPC                           |
| 114833            | 2003 OZ22  | 30 jul 2003 | Socorro          | LINEAR               | —         | MPC                           |
| 114834            | 2003 OB23  | 30 jul 2003 | Socorro          | LINEAR               | —         | MPC                           |
| 114835            | 2003 ON26  | 24 jul 2003 | Palomar          | NEAT                 | Phocaea   | MPC                           |
| 114836            | 2003 OZ26  | 24 jul 2003 | Palomar          | NEAT                 | —         | MPC                           |
| 114837            | 2003 OB28  | 24 jul 2003 | Palomar          | NEAT                 | Juno      | MPC                           |
| 114838            | 2003 OD29  | 24 jul 2003 | Palomar          | NEAT                 | —         | MPC                           |
| 114839            | 2003 OL29  | 24 jul 2003 | Palomar          | NEAT                 | —         | MPC                           |
| 114840            | 2003 OK31  | 30 jul 2003 | Socorro          | LINEAR               | —         | MPC                           |
| 114841            | 2003 PF    | 1 ago 2003  | Reedy Creek      | J. Broughton         | —         | MPC                           |
| 114842            | 2003 PF1   | 1 ago 2003  | Haleakalā        | NEAT                 | Brangane  | MPC                           |
| 114843            | 2003 PW1   | 1 ago 2003  | Haleakala        | NEAT                 | —         | MPC                           |
| 114844            | 2003 PZ1   | 1 ago 2003  | Haleakala        | NEAT                 | —         | MPC                           |
| 114845            | 2003 PN2   | 2 ago 2003  | Haleakala        | NEAT                 | —         | MPC                           |
| 114846            | 2003 PP3   | 2 ago 2003  | Haleakala        | NEAT                 | —         | MPC                           |
| 114847            | 2003 PS3   | 2 ago 2003  | Haleakala        | NEAT                 | —         | MPC                           |
| 114848            | 2003 PE4   | 2 ago 2003  | Haleakala        | NEAT                 | —         | MPC                           |
| 114849            | 2003 PY4   | 3 ago 2003  | Haleakala        | NEAT                 | —         | MPC                           |
| 114850            | 2003 PC5   | 4 ago 2003  | Socorro          | LINEAR               | —         | MPC                           |
| 114851            | 2003 PZ5   | 1 ago 2003  | Socorro          | LINEAR               | —         | MPC                           |
| 114852            | 2003 PL6   | 1 ago 2003  | Socorro          | LINEAR               | —         | MPC                           |
| 114853            | 2003 PM6   | 1 ago 2003  | Socorro          | LINEAR               | —         | MPC                           |
| 114854            | 2003 PY7   | 2 ago 2003  | Haleakalā        | NEAT                 | —         | MPC                           |
| 114855            | 2003 PH8   | 2 ago 2003  | Haleakala        | NEAT                 | —         | MPC                           |
| 114856            | 2003 PP8   | 4 ago 2003  | Socorro          | LINEAR               | —         | MPC                           |
| 114857            | 2003 PE9   | 4 ago 2003  | Socorro          | LINEAR               | —         | MPC                           |
| 114858            | 2003 PO9   | 4 ago 2003  | Socorro          | LINEAR               | —         | MPC                           |
| 114859            | 2003 PK12  | 7 ago 2003  | Haleakalā        | NEAT                 | —         | MPC                           |
| 114860            | 2003 QB    | 24 jul 2003 | Palomar          | NEAT                 | —         | MPC                           |
| 114861            | 2003 QD    | 17 ago 2003 | Needville        | Needville Obs.       | —         | MPC                           |
| 114862            | 2003 QF1   | 19 ago 2003 | Campo Imperatore | CINEOS               | —         | MPC                           |
| 114863            | 2003 QH1   | 19 ago 2003 | Campo Imperatore | CINEOS               | —         | MPC                           |
| 114864            | 2003 QM1   | 19 ago 2003 | Campo Imperatore | CINEOS               | —         | MPC                           |
| 114865            | 2003 QP2   | 19 ago 2003 | Campo Imperatore | CINEOS               | Ursula    | MPC                           |
| 114866            | 2003 QU2   | 19 ago 2003 | Campo Imperatore | CINEOS               | —         | MPC                           |
| 114867            | 2003 QP3   | 17 ago 2003 | Haleakalā        | NEAT                 | —         | MPC                           |
| 114868            | 2003 QW5   | 21 ago 2003 | Modra            | Š. Gajdoš, J. Világi | —         | MPC                           |
| 114869            | 2003 QX5   | 18 ago 2003 | Campo Imperatore | CINEOS               | —         | MPC                           |
| 114870            | 2003 QF7   | 20 ago 2003 | Campo Imperatore | CINEOS               | —         | MPC                           |
| 114871            | 2003 QH7   | 21 ago 2003 | Palomar          | NEAT                 | —         | MPC                           |
| 114872            | 2003 QE8   | 20 ago 2003 | Palomar          | NEAT                 | —         | MPC                           |
| 114873            | 2003 QZ9   | 20 ago 2003 | Reedy Creek      | J. Broughton         | —         | MPC                           |
| 114874            | 2003 QY10  | 20 ago 2003 | Campo Imperatore | CINEOS               | —         | MPC                           |
| 114875            | 2003 QG11  | 21 ago 2003 | Needville        | Needville Obs.       | —         | MPC                           |
| 114876            | 2003 QP11  | 21 ago 2003 | Haleakalā        | NEAT                 | —         | MPC                           |
| 114877            | 2003 QN12  | 22 ago 2003 | Haleakala        | NEAT                 | —         | MPC                           |
| 114878            | 2003 QS12  | 22 ago 2003 | Socorro          | LINEAR               | Flora     | MPC                           |
| 114879            | 2003 QW12  | 22 ago 2003 | Haleakalā        | NEAT                 | —         | MPC                           |
| 114880            | 2003 QE13  | 22 ago 2003 | Haleakala        | NEAT                 | —         | MPC                           |
| 114881            | 2003 QJ14  | 20 ago 2003 | Palomar          | NEAT                 | —         | MPC                           |
| 114882            | 2003 QU14  | 20 ago 2003 | Palomar          | NEAT                 | —         | MPC                           |
| 114883            | 2003 QV14  | 20 ago 2003 | Palomar          | NEAT                 | —         | MPC                           |
| 114884            | 2003 QD15  | 20 ago 2003 | Palomar          | NEAT                 | —         | MPC                           |
| 114885            | 2003 QG16  | 20 ago 2003 | Palomar          | NEAT                 | —         | MPC                           |
| 114886            | 2003 QN16  | 20 ago 2003 | Campo Imperatore | CINEOS               | —         | MPC                           |
| 114887            | 2003 QS16  | 21 ago 2003 | Palomar          | NEAT                 | —         | MPC                           |
| 114888            | 2003 QT16  | 21 ago 2003 | Palomar          | NEAT                 | —         | MPC                           |
| 114889            | 2003 QJ18  | 22 ago 2003 | Palomar          | NEAT                 | —         | MPC                           |
| 114890            | 2003 QP19  | 22 ago 2003 | Palomar          | NEAT                 | —         | MPC                           |
| 114891            | 2003 QD20  | 22 ago 2003 | Palomar          | NEAT                 | —         | MPC                           |
| 114892            | 2003 QN20  | 22 ago 2003 | Palomar          | NEAT                 | —         | MPC                           |
| 114893            | 2003 QR20  | 22 ago 2003 | Palomar          | NEAT                 | —         | MPC                           |
| 114894            | 2003 QS20  | 22 ago 2003 | Palomar          | NEAT                 | —         | MPC                           |
| 114895            | 2003 QG21  | 22 ago 2003 | Palomar          | NEAT                 | —         | MPC                           |
| 114896            | 2003 QV21  | 22 ago 2003 | Palomar          | NEAT                 | —         | MPC                           |
| 114897            | 2003 QX21  | 20 ago 2003 | Palomar          | NEAT                 | —         | MPC                           |
| 114898            | 2003 QQ22  | 20 ago 2003 | Palomar          | NEAT                 | —         | MPC                           |
| 114899            | 2003 QT23  | 21 ago 2003 | Haleakalā        | NEAT                 | —         | MPC                           |
| 114900            | 2003 QU24  | 22 ago 2003 | Campo Imperatore | CINEOS               | —         | MPC                           |

## 114901–115000
| Designação    | Designação | Descoberta  | Descoberta        | Descobridor(es)         | Categoria | Mais informações / Referência |
| Permanente    | Provisória | Data        | Local             | Descobridor(es)         | Categoria | Mais informações / Referência |
| ------------- | ---------- | ----------- | ----------------- | ----------------------- | --------- | ----------------------------- |
| 114901        | 2003 QK25  | 22 ago 2003 | Palomar           | NEAT                    | —         | MPC                           |
| 114902        | 2003 QN25  | 22 ago 2003 | Palomar           | NEAT                    | —         | MPC                           |
| 114903        | 2003 QW25  | 22 ago 2003 | Palomar           | NEAT                    | —         | MPC                           |
| 114904        | 2003 QX25  | 22 ago 2003 | Palomar           | NEAT                    | —         | MPC                           |
| 114905        | 2003 QX26  | 22 ago 2003 | Haleakalā         | NEAT                    | —         | MPC                           |
| 114906        | 2003 QH27  | 23 ago 2003 | Palomar           | NEAT                    | —         | MPC                           |
| 114907        | 2003 QK27  | 23 ago 2003 | Palomar           | NEAT                    | —         | MPC                           |
| 114908        | 2003 QO27  | 23 ago 2003 | Socorro           | LINEAR                  | —         | MPC                           |
| 114909        | 2003 QD28  | 20 ago 2003 | Palomar           | NEAT                    | —         | MPC                           |
| 114910        | 2003 QA29  | 24 ago 2003 | Emerald Lane      | L. Ball                 | —         | MPC                           |
| 114911        | 2003 QR30  | 23 ago 2003 | Socorro           | LINEAR                  | Eos       | MPC                           |
| 114912        | 2003 QS30  | 23 ago 2003 | Socorro           | LINEAR                  | —         | MPC                           |
| 114913        | 2003 QG33  | 22 ago 2003 | Socorro           | LINEAR                  | —         | MPC                           |
| 114914        | 2003 QO34  | 22 ago 2003 | Palomar           | NEAT                    | —         | MPC                           |
| 114915        | 2003 QU34  | 22 ago 2003 | Palomar           | NEAT                    | Phocaea   | MPC                           |
| 114916        | 2003 QF36  | 22 ago 2003 | Socorro           | LINEAR                  | Mitidika  | MPC                           |
| 114917        | 2003 QW36  | 22 ago 2003 | Socorro           | LINEAR                  | —         | MPC                           |
| 114918        | 2003 QX36  | 22 ago 2003 | Socorro           | LINEAR                  | —         | MPC                           |
| 114919        | 2003 QQ38  | 22 ago 2003 | Socorro           | LINEAR                  | —         | MPC                           |
| 114920        | 2003 QX38  | 22 ago 2003 | Socorro           | LINEAR                  | —         | MPC                           |
| 114921        | 2003 QA39  | 22 ago 2003 | Socorro           | LINEAR                  | —         | MPC                           |
| 114922        | 2003 QB40  | 22 ago 2003 | Socorro           | LINEAR                  | Mitidika  | MPC                           |
| 114923        | 2003 QL40  | 22 ago 2003 | Socorro           | LINEAR                  | —         | MPC                           |
| 114924        | 2003 QL41  | 22 ago 2003 | Socorro           | LINEAR                  | —         | MPC                           |
| 114925        | 2003 QX41  | 22 ago 2003 | Socorro           | LINEAR                  | —         | MPC                           |
| 114926        | 2003 QW42  | 22 ago 2003 | Socorro           | LINEAR                  | —         | MPC                           |
| 114927        | 2003 QZ42  | 22 ago 2003 | Palomar           | NEAT                    | —         | MPC                           |
| 114928        | 2003 QB43  | 22 ago 2003 | Palomar           | NEAT                    | —         | MPC                           |
| 114929        | 2003 QU43  | 22 ago 2003 | Haleakalā         | NEAT                    | —         | MPC                           |
| 114930        | 2003 QH44  | 23 ago 2003 | Palomar           | NEAT                    | —         | MPC                           |
| 114931        | 2003 QG45  | 23 ago 2003 | Socorro           | LINEAR                  | —         | MPC                           |
| 114932        | 2003 QM45  | 23 ago 2003 | Palomar           | NEAT                    | —         | MPC                           |
| 114933        | 2003 QZ45  | 23 ago 2003 | Socorro           | LINEAR                  | —         | MPC                           |
| 114934        | 2003 QX47  | 20 ago 2003 | Palomar           | NEAT                    | —         | MPC                           |
| 114935        | 2003 QF50  | 22 ago 2003 | Palomar           | NEAT                    | —         | MPC                           |
| 114936        | 2003 QH51  | 22 ago 2003 | Palomar           | NEAT                    | —         | MPC                           |
| 114937        | 2003 QP51  | 23 ago 2003 | Palomar           | NEAT                    | Juno      | MPC                           |
| 114938        | 2003 QW51  | 23 ago 2003 | Palomar           | NEAT                    | —         | MPC                           |
| 114939        | 2003 QB52  | 23 ago 2003 | Palomar           | NEAT                    | Ursula    | MPC                           |
| 114940        | 2003 QH52  | 23 ago 2003 | Socorro           | LINEAR                  | —         | MPC                           |
| 114941        | 2003 QB53  | 23 ago 2003 | Socorro           | LINEAR                  | —         | MPC                           |
| 114942        | 2003 QJ53  | 23 ago 2003 | Socorro           | LINEAR                  | —         | MPC                           |
| 114943        | 2003 QT53  | 23 ago 2003 | Socorro           | LINEAR                  | —         | MPC                           |
| 114944        | 2003 QU53  | 23 ago 2003 | Socorro           | LINEAR                  | —         | MPC                           |
| 114945        | 2003 QO54  | 23 ago 2003 | Socorro           | LINEAR                  | —         | MPC                           |
| 114946        | 2003 QQ54  | 23 ago 2003 | Socorro           | LINEAR                  | —         | MPC                           |
| 114947        | 2003 QR54  | 23 ago 2003 | Socorro           | LINEAR                  | —         | MPC                           |
| 114948        | 2003 QU54  | 23 ago 2003 | Socorro           | LINEAR                  | —         | MPC                           |
| 114949        | 2003 QX54  | 23 ago 2003 | Socorro           | LINEAR                  | —         | MPC                           |
| 114950        | 2003 QC55  | 23 ago 2003 | Socorro           | LINEAR                  | —         | MPC                           |
| 114951        | 2003 QL55  | 23 ago 2003 | Socorro           | LINEAR                  | —         | MPC                           |
| 114952        | 2003 QA57  | 23 ago 2003 | Socorro           | LINEAR                  | —         | MPC                           |
| 114953        | 2003 QD57  | 23 ago 2003 | Socorro           | LINEAR                  | —         | MPC                           |
| 114954        | 2003 QE57  | 23 ago 2003 | Socorro           | LINEAR                  | Juno      | MPC                           |
| 114955        | 2003 QF57  | 23 ago 2003 | Socorro           | LINEAR                  | —         | MPC                           |
| 114956        | 2003 QG59  | 23 ago 2003 | Socorro           | LINEAR                  | —         | MPC                           |
| 114957        | 2003 QB60  | 23 ago 2003 | Socorro           | LINEAR                  | —         | MPC                           |
| 114958        | 2003 QO60  | 23 ago 2003 | Socorro           | LINEAR                  | —         | MPC                           |
| 114959        | 2003 QQ60  | 23 ago 2003 | Socorro           | LINEAR                  | —         | MPC                           |
| 114960        | 2003 QZ60  | 23 ago 2003 | Socorro           | LINEAR                  | —         | MPC                           |
| 114961        | 2003 QD61  | 23 ago 2003 | Socorro           | LINEAR                  | —         | MPC                           |
| 114962        | 2003 QM61  | 23 ago 2003 | Socorro           | LINEAR                  | —         | MPC                           |
| 114963        | 2003 QN61  | 23 ago 2003 | Socorro           | LINEAR                  | —         | MPC                           |
| 114964        | 2003 QQ61  | 23 ago 2003 | Socorro           | LINEAR                  | Brangane  | MPC                           |
| 114965        | 2003 QR61  | 23 ago 2003 | Socorro           | LINEAR                  | —         | MPC                           |
| 114966        | 2003 QY61  | 23 ago 2003 | Socorro           | LINEAR                  | —         | MPC                           |
| 114967        | 2003 QM62  | 23 ago 2003 | Socorro           | LINEAR                  | Phocaea   | MPC                           |
| 114968        | 2003 QO62  | 23 ago 2003 | Socorro           | LINEAR                  | —         | MPC                           |
| 114969        | 2003 QQ62  | 23 ago 2003 | Socorro           | LINEAR                  | Ursula    | MPC                           |
| 114970        | 2003 QS62  | 23 ago 2003 | Socorro           | LINEAR                  | —         | MPC                           |
| 114971        | 2003 QX62  | 23 ago 2003 | Socorro           | LINEAR                  | —         | MPC                           |
| 114972        | 2003 QV63  | 23 ago 2003 | Socorro           | LINEAR                  | —         | MPC                           |
| 114973        | 2003 QZ63  | 23 ago 2003 | Socorro           | LINEAR                  | —         | MPC                           |
| 114974        | 2003 QA64  | 23 ago 2003 | Socorro           | LINEAR                  | —         | MPC                           |
| 114975        | 2003 QD64  | 23 ago 2003 | Socorro           | LINEAR                  | —         | MPC                           |
| 114976        | 2003 QL64  | 23 ago 2003 | Socorro           | LINEAR                  | —         | MPC                           |
| 114977        | 2003 QQ64  | 23 ago 2003 | Socorro           | LINEAR                  | —         | MPC                           |
| 114978        | 2003 QS64  | 23 ago 2003 | Socorro           | LINEAR                  | —         | MPC                           |
| 114979        | 2003 QV64  | 23 ago 2003 | Socorro           | LINEAR                  | —         | MPC                           |
| 114980        | 2003 QY64  | 23 ago 2003 | Socorro           | LINEAR                  | —         | MPC                           |
| 114981        | 2003 QZ64  | 23 ago 2003 | Palomar           | NEAT                    | —         | MPC                           |
| 114982        | 2003 QP65  | 25 ago 2003 | Palomar           | NEAT                    | —         | MPC                           |
| 114983        | 2003 QC66  | 22 ago 2003 | Socorro           | LINEAR                  | —         | MPC                           |
| 114984        | 2003 QL66  | 22 ago 2003 | Socorro           | LINEAR                  | —         | MPC                           |
| 114985        | 2003 QH67  | 23 ago 2003 | Socorro           | LINEAR                  | —         | MPC                           |
| 114986        | 2003 QO67  | 24 ago 2003 | Socorro           | LINEAR                  | —         | MPC                           |
| 114987 Tittel | 2003 QW68  | 26 ago 2003 | Piszkéstető       | K. Sárneczky, B. Sipőcz | —         | MPC                           |
| 114988        | 2003 QP69  | 24 ago 2003 | Socorro           | LINEAR                  | —         | MPC                           |
| 114989        | 2003 QQ69  | 24 ago 2003 | Socorro           | LINEAR                  | —         | MPC                           |
| 114990 Szeidl | 2003 QV69  | 26 ago 2003 | Piszkéstető       | K. Sárneczky, B. Sipőcz | —         | MPC                           |
| 114991 Balázs | 2003 QY69  | 26 ago 2003 | Piszkéstető       | K. Sárneczky, B. Sipőcz | —         | MPC                           |
| 114992        | 2003 QG70  | 20 ago 2003 | Bergisch Gladbach | W. Bickel               | —         | MPC                           |
| 114993        | 2003 QK70  | 24 ago 2003 | Bergisch Gladbach | W. Bickel               | —         | MPC                           |
| 114994        | 2003 QP70  | 23 ago 2003 | Socorro           | LINEAR                  | —         | MPC                           |
| 114995        | 2003 QY71  | 25 ago 2003 | Palomar           | NEAT                    | —         | MPC                           |
| 114996        | 2003 QL72  | 23 ago 2003 | Palomar           | NEAT                    | —         | MPC                           |
| 114997        | 2003 QA73  | 24 ago 2003 | Socorro           | LINEAR                  | Juno      | MPC                           |
| 114998        | 2003 QD74  | 24 ago 2003 | Socorro           | LINEAR                  | —         | MPC                           |
| 114999        | 2003 QR74  | 24 ago 2003 | Socorro           | LINEAR                  | —         | MPC                           |
| 115000        | 2003 QD75  | 24 ago 2003 | Socorro           | LINEAR                  | —         | MPC                           |